# II. Eduárd angol király
II. Eduárd (1284. április 25. – 1327. szeptember 21.) Anglia királya 1307-től egészen 1327 januárjában történt lemondásáig.
I. Eduárd angol király negyedik fiaként született, de bátyjai korai halála miatt 1284-től ő volt a trón örököse. 1300-tól elkísérte apját annak skóciai hadjárataira, 1306-ban pedig látványos ünnepségen lovaggá ütötték a westminsteri apátságban. 1307-ben, apja halála után lépett trónra. A következő évben feleségül vette Izabellát, IV. Fülöp francia király lányát. A házassággal enyhíteni szándékoztak a két ország közötti feszültséget, amelyet a dél-franciaországi Gascogne jogállása okozott.
Eduárd szoros és félreérthető kapcsolatot tartott fenn kegyencével, Piers Gavestonnal, akit kinevezett Cornwall grófjává. Viszonyuk természete nem ismert pontosan, lehet, hogy közeli barátok voltak, de lehetséges, hogy homoszexuális kapcsolat volt közöttük. Az arrogáns Gaveston egyre növekvő hatalma ellenérzéseket szült az angol főurak között, így Eduárd kénytelen volt száműzni őt. Visszatértekor a bárók kényszerítették a királyt, hogy fogadja el a politikai rendszert megreformáló, ún. 1311-es rendelkezéseket. A megerősödött főurak elűzték Gavestont, mire Eduárd hatályon kívül helyezte a rendelkezéseket és visszahívta kegyencét. A fellázadó urak, akiket a király unokatestvére, Lancaster grófja vezetett, 1312-ben elfogták és megölték Gavestont, ezzel több évig tartó fegyveres konfliktust indítottak el. Ennek lezárása után 1314-ben a skótok a bannockburni csatában megalázó vereséget mértek az angolokra, 1315–17 között pedig több évig tartó hideg, esős időjárás okozott hosszan tartó éhínséget. Mindez aláásta a király tekintélyét.
A király új barátokat és tanácsadókat talált, a Despenser családot; különösen ifjabb Hugh Despenserrel épített ki szoros kapcsolatot. 1321-ben Lancaster és támogatói megszállták a Despenserek birtokait és kényszerítették Eduárdot, hogy száműzze őket. A király ezután összegyűjtötte híveit és megtámadta az ellenzékbe tartozó főurakat. 1322 márciusában elfogták Lancastert, és gyors tárgyalás után lefejezték. Eduárd és kegyencei visszavonták a korábbi, főuraknak kedvező reformokat, bebörtönözték ellenfeleiket, birtokaikat elkobozták. Időközben megromlott Eduárd és Izabella házassága, és amikor a királynét Párizsba küldték, hogy segítsen megkötni az angol–francia békét, nem volt hajlandó visszatérni Angliába. Izabella viszonyt kezdett a Párizsban száműzetésben élő, ellenzéki Roger Mortimerrel, majd Eduárd ellenségeit összegyűjtve 1326-ban átkeltek Angliába, ahol a népszerűtlen király hivatalnokai, hűbéresei sorra álltak át hozzájuk. Eduárd Walesbe menekült, ahol 1326 novemberében elfogták, 1327 januárjában pedig kényszerítették, hogy tizennégy éves fia, Eduárd javára mondjon le a trónról. Ezután fogságban tartották, egészen 1327. szeptember 21-én bekövetkezett haláláig; valószínűleg meggyilkolták.

## Ifjúsága (1284–1307)

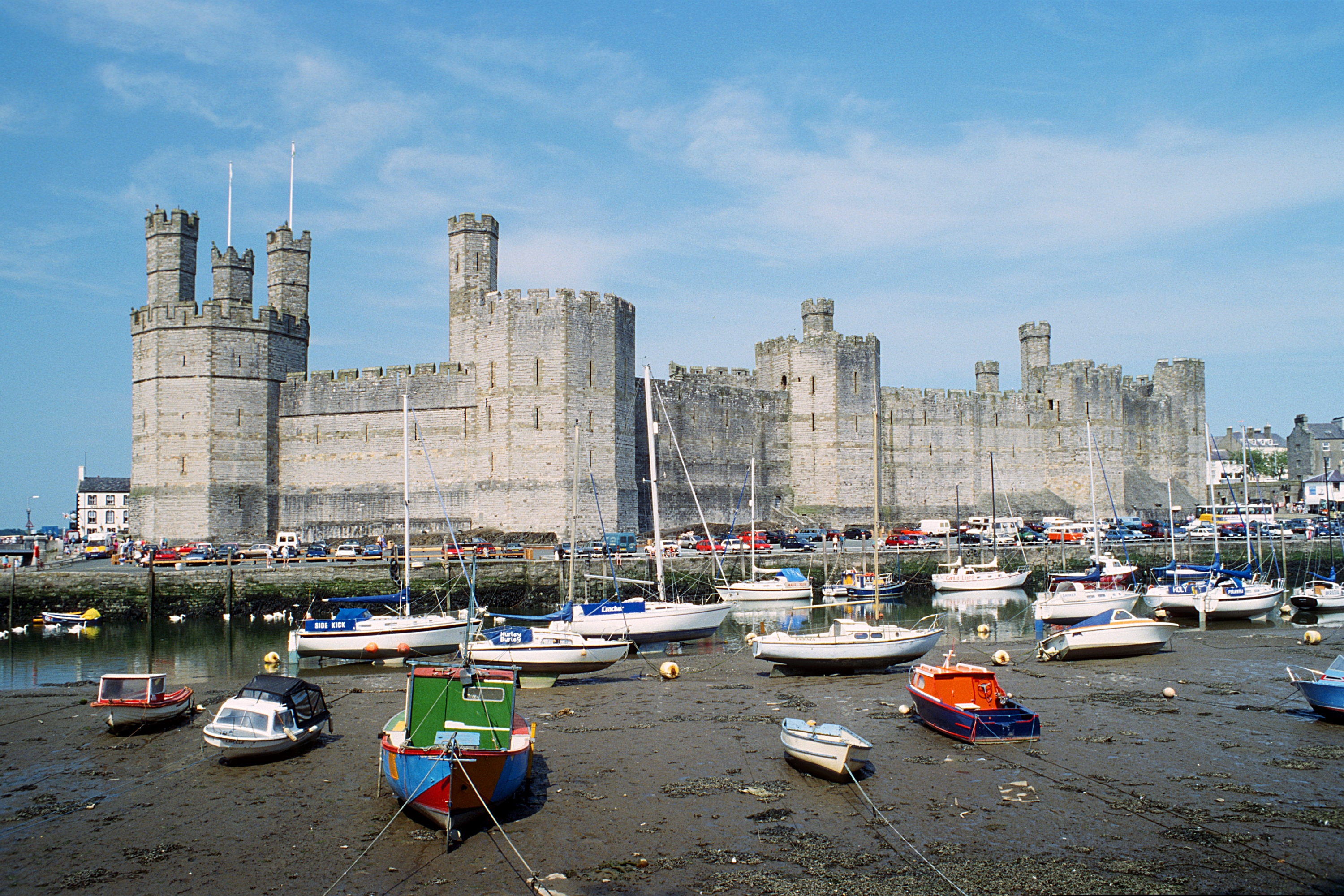
Eduárd születési helye, Caernarfon vára

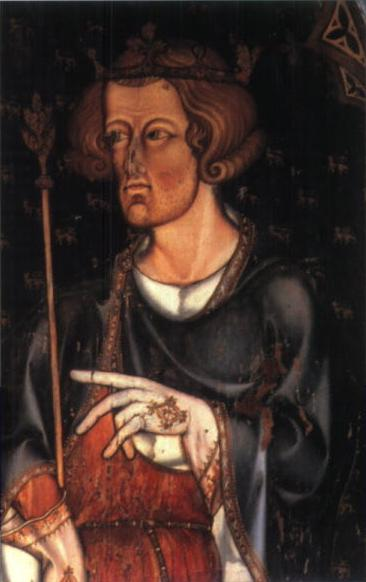
I. Eduárd

II. Eduárd 1284. április 25-én született az észak-walesi Caernarfon várában I. Eduárd angol király és felesége, Kasztíliai Eleonóra negyedik fiaként. A király alig egy évvel korábban hódította meg és csatolta Angliához a régiót, és valószínűleg szándékosan választotta a helyszínt fia születéséhez, mert a walesiek hercegének szánta.
Eduárdnak három bátyja volt: János és Henrik már meghalt, mire ő megszületett, Alfonz pedig néhány hónappal később, 1284 augusztusában hunyt el, így ő maradt a királyság egyetlen trónörököse. Megszületése után egy Mariota vagy Mary Maunsel nevű dajkára bízták, majd miután az beteg lett, Alice de Leygrave gondoskodott a csecsemőről. Kisgyerekként alig ismerte anyját, aki élete első néhány évében állandóan Gascogne-ban tartózkodott az apjával együtt. A trónörökös számára külön udvartartást állítottak fel, melyet Giles of Oudenarde, 1293 után pedig William of Blyborough vezetett. Vallásos neveléséről feltehetően azok a dominikánus barátok gondoskodtak, akiket anyja 1290-ben irányított udvartartásába. Lovagolni és fegyvert forgatni nagyanyja egyik csatlósa, Guy Ferre tanította. Nincs rá konkrét bizonyíték, hogy Eduárd megtanult volna írni-olvasni, bár az anyja gondot fordított testvérei megfelelő oktatására és Ferre a maga korában tanult embernek számított. Korábban úgy gondolták, hogy oktatása hiányos volt, főleg, mert koronázási esküjét nem latinul, hanem franciául mondta el, és mert érdeklődött a földművelés iránt; újabban a történészek megítélése szerint ezekből túlzás lenne azt a következtetést levonni, hogy tanulatlan lett volna. A mindennapok során feltehetően a normandiai francia nyelvet használta, emellett némi angolt és talán a latint is.
Bár korábban úgy vélték, hogy személyisége a szülői közelség és szeretet hiányára, valamint hirtelen haragú és sokat követelő apja hatására vezethető vissza, Eduárd a királyi családokban szokásos neveltetésben részesült, nem állítható, hogy különösebben elhanyagolták, vagy másképp kezelték volna. A fiatal herceg érdeklődött a lovak és a lótenyésztés iránt és igen jól ülte meg a lovat; kedvelte a kutyákat is, különösen az agarakat. Leveleiben szó esik arról, hogy barátainak tréfából nehezen megülhető lovakat vagy lusta vadászkutyákat küldött ajándékba. A nemesek akkori népszerű időtöltése, a vadászat és solymászat kevéssé kötötte le. Szerette a zenét, beleértve a walesi zenét, az akkoriban divatba jött crwth vonós hangszert és az orgonát. Támogatta a lovagi tornákat, de ő maga nem vett részt rajtuk, talán mert a trón egyetlen várományosaként túlságosan veszedelmes tevékenység lett volna számára.
Eduárd magas és izmos, a kor mértéke szerint jóképű fiatalemberré serdült. Jó szónoknak tartották, cselédsége pedig áldotta nagylelkűségéért. Az arisztokrácia körében szokatlan módon szeretett evezni, szívesen bíbelődött a sövények karbantartásával és sok időt töltött munkásokkal, cselédekkel és az alsó néprétegek egyéb képviselőivel.
1290-ben a király eljegyezte hatéves fiát a skót trón örökösével, a Norvégiában nevelkedő Margittal. Margit azonban még abban az évben meghalt, amikor visszatért volna Skóciába. Röviddel ezután Eduárd anyja, Eleonóra és apai nagyanyja, Provence-i Eleonóra is elhunyt. A kétségbeesett király hatalmas temetési ceremóniát rendezett a felesége számára, akinek birtokát, a franciaországi Ponthieu grófságot Eduárd örökölte. A sikertelen skót jegyesség után a trónörököst egy francia hercegnővel akarták összeházasítani, de aztán 1294-ben kitört a háború a franciákkal. A következő jelölt Guidó flamand gróf lánya lett volna, de a frigyet IV. Fülöp francia király megakadályozta.

### A skóciai hadjárat

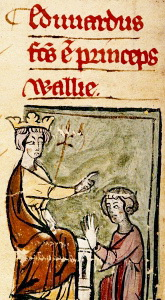
I. Eduárd Wales hercegévé nevezi ki fiát (14. század eleje)

1297–1298-ban I. Eduárd Flandriába vezetett hadjáratot IV. Fülöp ellen, és amíg távol volt, fiára bízta Anglia ügyeit. Visszatérése után békét kötött a franciákkal, amelyet azzal pecsételtek meg, hogy feleségül vette Fülöp nővérét, Margitot, a trónörököst pedig eljegyezték Fülöp akkor még csak kétéves lányával, Izabellával. A házasság elvben azt eredményezte volna, hogy Gascogne tartomány (amelynek birtoklásért folyt a háború) így a következő nemzedékben mind I. Eduárd, mind IV. Fülöp leszármazottja tulajdonába kerül, véget vetve a két ország közti feszültségnek. A herceg jó viszonyban volt új mostohaanyjával, aki 1300-ban és 1301-ben két fiút is szült, Tamást és Edmundot. Őket Eduárd trónra lépése után megfelelően ellátta címekkel és jövedelemmel.
A király 1300-ban hadjáratot indított az ellene fellázadó Skóciába, és ezúttal magával vitte a fiát, aki Caerlaverock ostrománál a hátvédnek parancsolhatott. 1301 tavaszán I. Eduárd kinevezte a trónörököst Wales hercegévé, egyúttal neki adományozta Chester grófságát, valamint jelentős észak-walesi birtokokat. A herceg fogadta új vazallusai hódolatát, majd 300 katonával északra indult, csatlakozott apja skóciai hadjáratához és elfoglalta Turnberry várát. 1303-ban ismét Skóciában hadakozott, saját ostromgépeivel megostromolta Brechin várát. 1304 tavaszán apja nevében tárgyalásokat folytatott a skót felkelők vezetőivel és azok kudarca után csatlakozott a királyhoz, aki éppen Stirlinget tartotta ostrom alatt.
1305-ben Eduárd és apja valószínűleg anyagi okok miatt összekülönbözött egymással. A trónörökös összeveszett Walter Langton kincstárnokkal, aki nem adott neki elegendő pénzt, de a király megvédte kincstárnokát; fiát és barátait elűzte az udvarától, és teljesen megszüntette fia javadalmazását. A családtagok és a barátok közvetítésével hamarosan kibékültek egymással.
A skót konfliktus 1306-ban új erőre kapott, amikor Robert Bruce megölette riválisát, John Comynt, és kikiáltotta magát Skócia királyává. I. Eduárd új hadsereget gyűjtött, de ezúttal hivatalosan fiát bízta meg a főparancsnoksággal; kinevezte Aquitánia hercegévé és barátaival együtt lovaggá ütötte a westminsteri apátságban. A király utasítása szerint könyörtelenül le kellett számolni Róbert király támogatóival, de nem ismert, hogy a hercegnek mekkora szerepe volt az angol csapatok által elkövetett mészárlásokban. A trónörökös szeptemberben visszatért Angliába, hogy megtárgyalják esküvője részleteit.

### Piers Gaveston

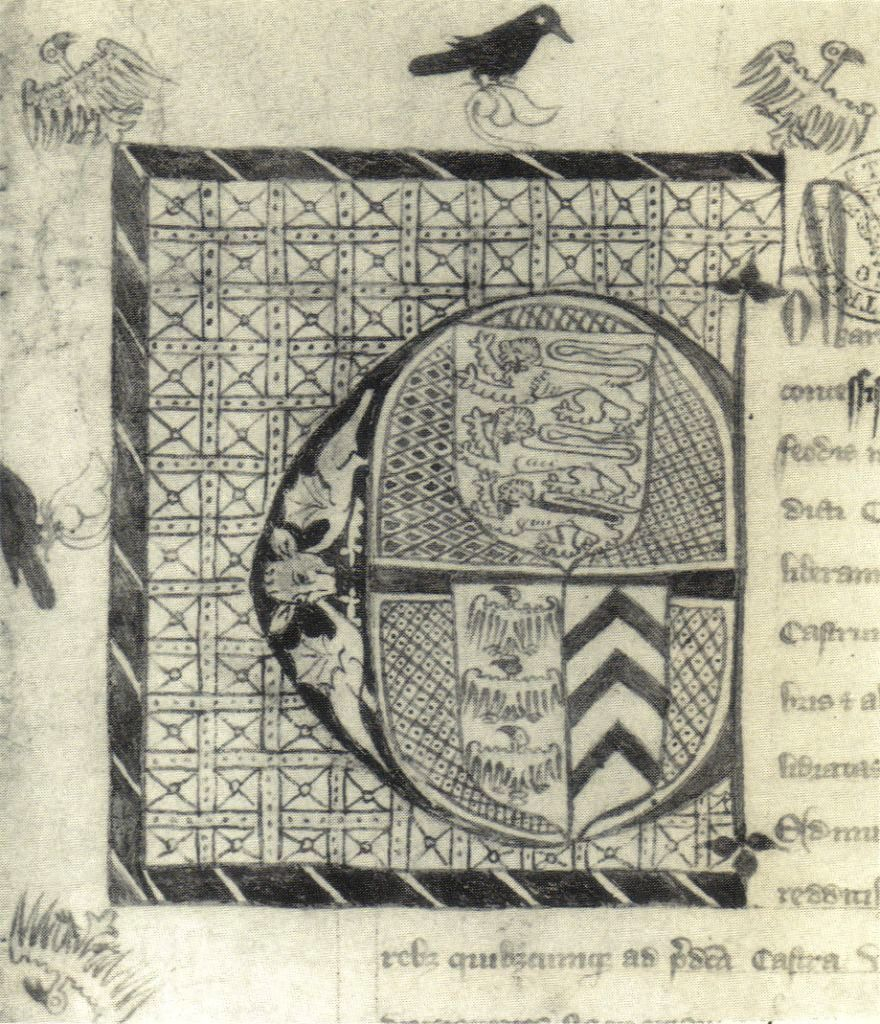
A cornwalli grófságot Piers Gavestonnak adományozó oklevél iniciáléja

Eduárd körülbelül ekkor barátkozott össze Piers Gavestonnal. Gaveston a király egyik udvari lovagjának fia volt, aki 1300 körül csatlakozott a trónörökös udvartartásához, feltehetően az uralkodó utasítására. A fiatal apród közel került a herceghez és 1306-ban együtt ütötték őket lovaggá. 1307-ben I. Eduárd ismeretlen okból Gascogne-ba száműzte Gavestont. Az egyik krónika szerint a herceg arra kérte a királyt, hogy engedélyezze Ponthieu grófságának (anyai örökségének) odaadományozását Gavestonnak, mire az apja úgy feldühödött, hogy marékszámra tépte ki a fia haját, majd elkergette udvarából a kegyencet. A hivatalos udvari okiratok szerint azonban Gavestont csak ideiglenesen küldték el, és közben rendszeres juttatásokban is részesült; elképzelhető, hogy eltávolításával csak a herceget akarták büntetni valamilyen okból.
Vitatott, hogy Eduárdnak volt-e homoszexuális kapcsolata Gavestonnal. A későbbi krónikások ezzel vádolták, de kapcsolatuk konkrét részleteiről kevés tényleges bizonyíték áll rendelkezésre. A szodómiát a 14. századi angol egyház élesen elítélte, éppen akkora bűnnek tartotta, mint az eretnekséget. Eduárdnak és Gavestonnak is volt felesége és gyerekeik, emellett Eduárdnak egy törvénytelen fia is született, és feltehetően viszonya volt unokahúgával, Eleanor de Clare-rel is.
A szexuális jellegű kapcsolatra a fő bizonyíték egy anonim, 1320-as években író krónikás, aki szerint Eduárd „oly nagy szeretetet” érzett Gaveston iránt, hogy „az állhatatosság frigyére lépett, és minden más halandó előtt álló, megbonthatatlan szerelemmel kötötte össze magát vele”. Az első konkrét utalás arra, hogy Eduárd más férfiakkal közösült volna, 1334-ből származik, amikor Adam Orleton winchesteri püspököt azzal vádolták, hogy 1326-ban azt állította a királyról, hogy „szodomita”. Orleton azzal védekezett, hogy nem a királyra gondolt, hanem tanácsadójára, ifjabb Hugh Despenserre. Az 1390-es években írt Meaux Krónika csak annyit ír, hogy Eduárd túlságosan átadta magát a szodómia bűnének.
Az is lehetséges, hogy a herceg és Gaveston egyszerűen csak közeli barátok voltak. Korabeli konkrét állítás nincs a homoszexuális viszonyukról, Orleton vádjai pedig legalábbis részben politikai hátterűek; nagyon hasonlóak ahhoz, mint amikor VIII. Bonifác pápát vagy a templomos lovagokat vádolták szodómiával, hogy befeketítsék őket. A későbbi krónikák állításai visszakövethetőek Orleton eredeti vádjához. Egyes történészek szerint a királyi udvarban nem maradhatott volna rejtve egy ilyen affér, de sem az egyház, sem a király, sem a herceg apósa nem kritizálta Eduárd intim kapcsolatait. Egy másik feltevés szerint Eduárdot és Gavestont vértestvéri kötelék fűzte össze. A hasonló szerződések, ahol a felek megesküdtek, hogy testvérként támogatják egymást, nem voltak ritkák a középkorban. A két ifjú kapcsolatát sok krónika testvérinek írja le, és az egyik meg is jegyzi, hogy a herceg fivérévé fogadta Gavestont. Egy hasonló fogadalom azonban nem zárja ki a szexuális kapcsolatot sem.

## Uralkodásának első évei (1307–1311)

### Koronázása és házassága

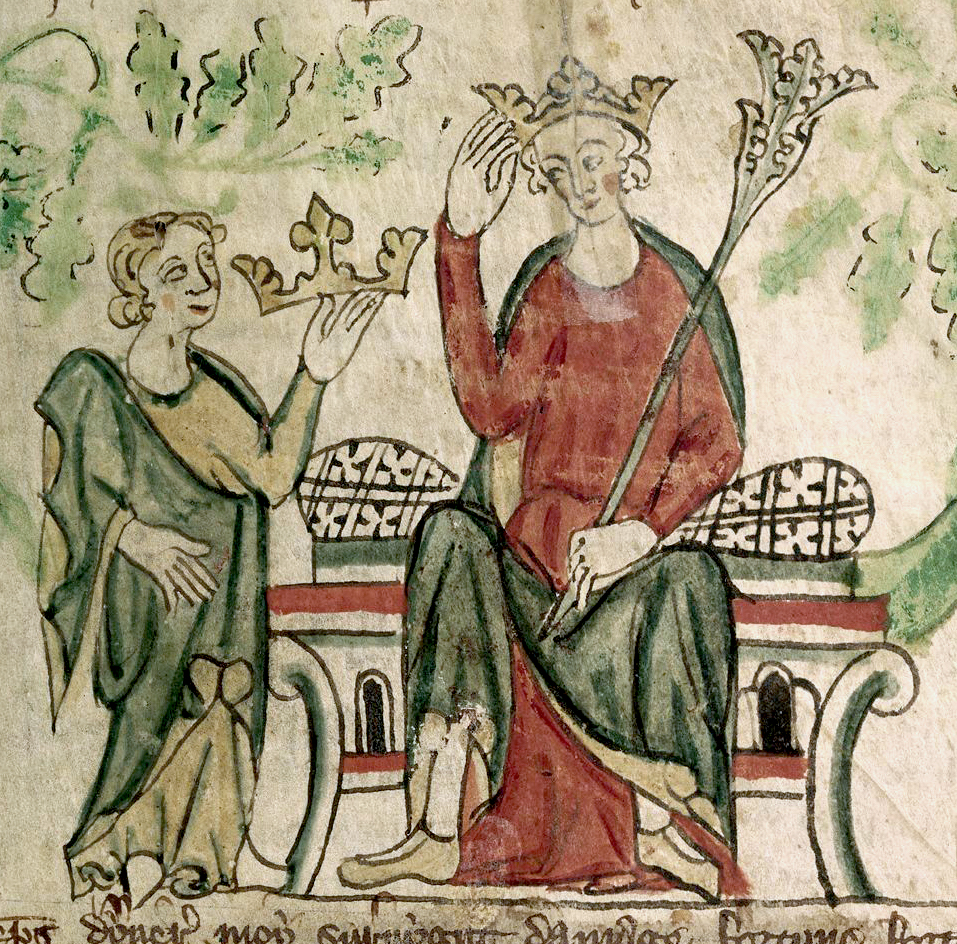
II. Eduárd megkoronázása

I. Eduárd 1307-ben újabb hadsereget állított fel a skótok ellen, amellyel a trónörökös is északra vonult volna az év nyarán, de az idős és beteg király állapota súlyosbodott, és július 7-én I. Eduárd meghalt. A hír hallatán Eduárd azonnal Londonba utazott, és július 20-án uralkodóvá kiáltották ki. Ezután északra, Skóciába ment, ahol augusztus 4-én skót támogatói Dumfriesnél hűséget esküdtek neki; ezután visszatért délre. Hazahívta a száműzetésben lévő Piers Gavestont, kinevezte Cornwall grófjává és összeházasította a gazdag Margaret de Clare-rel. Az újdonsült király letartóztatta és felmentette posztjáról régi ellenlábasát, Langton kincstárnokot. Apja holttestét néhány hónapig a walthami apátságban tartották, végül Westminsterben temették el. (I. Eduárd állítólag megeskette fiát, hogy halála után a csontjait magával viszi a skótok elleni hadjáratba, de ez csak egy későbbi, kitalált történet).
Bár I. Eduárd keménykezű uralkodó és sikeres hódító volt, számos megoldatlan problémát hagyott fiára. A legégetőbb gond a meghódított Skócia lázadása volt; I. Eduárd is ennek elfojtására indult volna, amikor meghalt. Problémát jelentett Gascogne jogállása, amely az angol király birtoka volt, de jogilag a francia korona alá tartozott, így urának hűbéri esküt kellett tennie a francia királynak. Az angol királyok azonban nem szívesen esküdtek fel egy másik uralkodóra, úgy érezték, hogy ezzel csorba esik méltóságukon. A főurak is egyre erősebben tiltakoztak az állandó háborúskodás finanszírozása érdekében megemelt adók és a rekvirálások miatt. Mindezek mellett a kincstárnak kétszázezer fontnyi adóssága volt (az összeget nehéz átváltani mai árfolyamra, de Conwyi várának és városfalainak felépítésére I. Eduárd tizenötezer fontot költött).
Eduárd 1308 elején átkelt Franciaországba, hogy feleségül vegye Capet Izabellát, országát pedig Gaveston gondjaira bízta. Ez eléggé szokatlan döntés volt, és addig példátlan hatalmat adott Gaveston kezébe, aki megkapta a királyság nagy pecsétjét is. A házasság előtti tárgyalások nem úgy sikerültek, ahogyan remélte. Az ifjú angol király és IV. Fülöp nem kedvelte meg egymást, a menyasszony hozományáról, valamint Eduárd franciaországi birtokainak jogállásáról kemény alkudozás folyt. A megállapodás részeként Eduárd végül Aquitánia hercegeként hűséget esküdött a francia királynak.
Az esküvőre 1308. január 5-én került sor Boulogne-ban. Eduárd egy díszes zsoltároskönyvet adott menyasszonyának esküvői ajándékként. Izabella hozománya huszonegyezer livre-ből és a Szent kereszt egy darabjából állt. A házaspár február elején visszatért Angliába, ahol február 25-én a westminsteri palotában pazar ceremónia keretében sor került a koronázásra és az esküvői lakomára. A koronázást Henry Woodlock winchesteri püspök végezte, és a szertartás során Eduárd megesküdött, hogy megtartja „azokat a jogos törvényeket és szokásokat, amelyeket az ország közössége megválaszt”. Nem teljesen egyértelmű, mit értettek ez alatt, talán el akarták fogadtatni Eduárddal a később hozandó törvényeket, meg akarták akadályozni, hogy felrúgja a későbbiekben teendő esküjét, vagy csak a király akart a főnemesek kedvében járni. Az ünnepség során a nézők tömege beözönlött a palotába és ledöntöttek egy falat; a király kénytelen volt egy hátsó ajtón át kimenekülni.
A házasságkötés idején Izabella mindössze tizenkét éves volt, túlságosan fiatal még a kor mércéjével mérve is. Házasságuk első éveiben Eduárdnak feltehetően inkább ágyasokkal volt szexuális kapcsolata. Ebben az időszakban született törvénytelen fia, Adam FitzRoy. Eduárd és Izabella első gyermeke, a jövendő III. Eduárd 1312-ben jött világra; születését nagy ünnepségek kísérték. A későbbiekben még három testvére követte: János 1316-ban, Eleonóra 1318-ban és Johanna 1321-ben. 

### Gaveston ügye

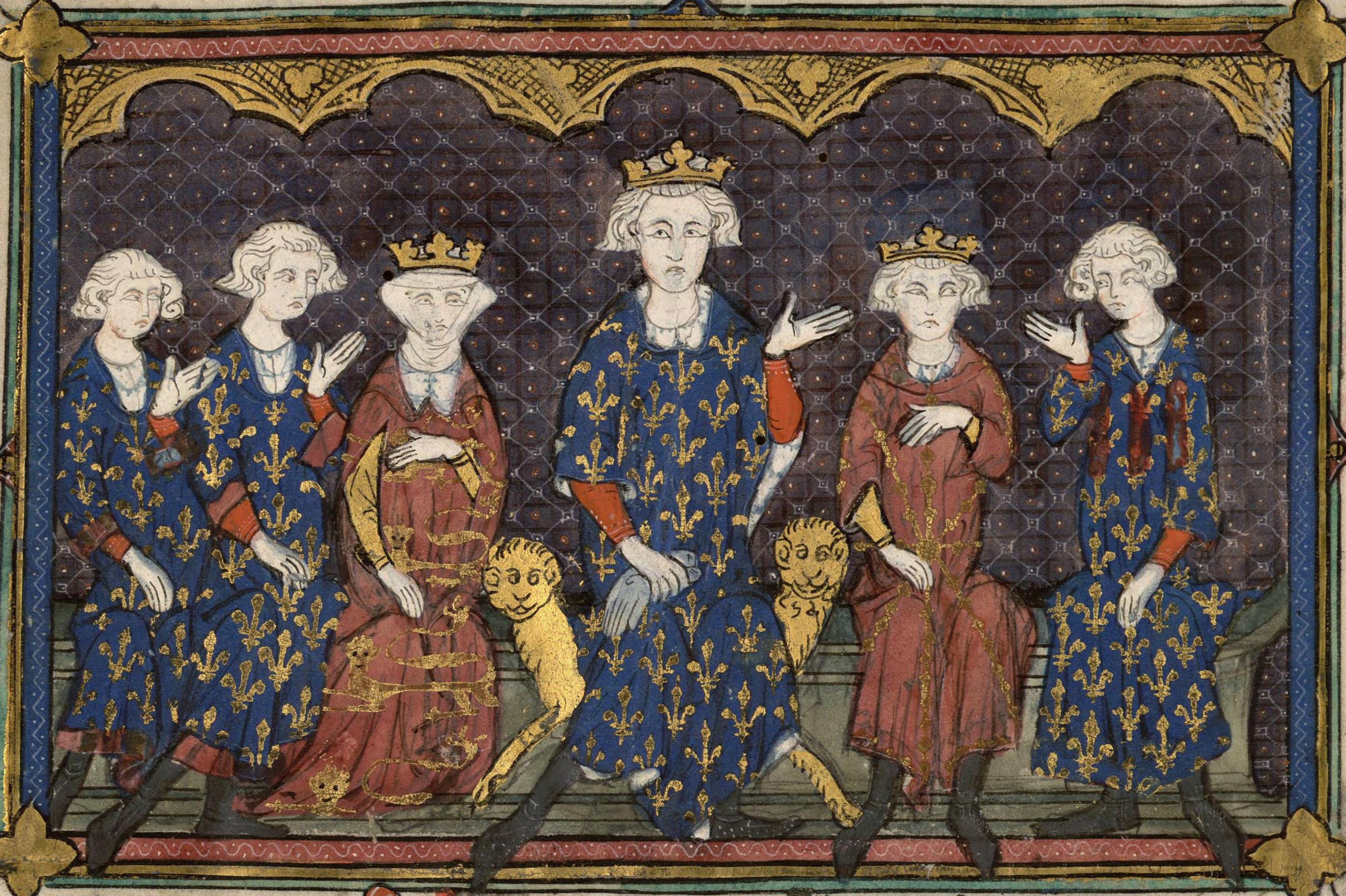
IV. Fülöp (középen) és családja. Izabella balról a harmadik

A bárók nem tiltakoztak, amikor Gavestont 1307-ben visszahívták a száműzetésből, de ellenségeinek száma gyorsan nőtt. Óriási befolyással bírt a király döntéseire, egy krónikás már amiatt panaszkodott, hogy „két király uralkodik egy országban, egy névleges és egy tényleges”. Gaveston a – feltehetően hamis – vádaskodások szerint ellopta a király pénzét, sőt, Izabella esküvői ajándékait is. A koronázáson mind az angol, mind a francia vendégek felháborodtak azon, hogy Gavestont a származásához illőnél jóval előbbre vették az elsőbbségi sorrendben, hogy a király a lakomán többet törődött vele, mint a feleségével, valamint rossz szemmel nézték pompás ruházatát is.
Az 1308 februárjára összehívott parlament felpaprikázott légkörben ült össze. Eduárd a kormányzati reformokat kívánta volna megtárgyalni, de a bárók nem voltak hajlandóak másról beszélni, míg a Gavestont illető panaszaikat meg nem hallgatják. A feszültség már-már erőszakba torkollott, de végül Henry de Lacy lincolni grófnak sikerült mérsékletre intenie a főurakat. Áprilisban újra összehívták a parlamentet, ahol az arisztokrácia – Izabella és a francia király támogatásával – Gaveston eltávolítását követelte. Eduárd kezdetben ellenkezett, de végül beleegyezett, hogy kiközösítés terhe mellett Aquitániába küldi Gavestont. Az utolsó pillanatban azonban mégis inkább Dublinba küldte, és kinevezte Írország kormányzójává.
A király újabb skóciai hadjáratot szervezett, de a főurak nem támogatták ötletét, helyette 1308 augusztusában megtárgyalták a kormányzat reformját. Eközben Eduárd a színfalak mögött tárgyalásokba kezdett V. Kelemen pápával és a francia királlyal Gaveston visszatértéről, cserébe megígérte az angliai templomosok támogatásának megvonását és Langton püspök szabadon bocsátását. 1309 januárjában újabb parlamentet hívtak össze, amely elutasította Gaveston hazatértét, de adókat szavazott meg a királynak a megígért reform véghezvitelére.
A pápa eljárásrendi hibákra hivatkozva semmisnek nyilvánította Gaveston kiközösítéssel való fenyegetését, a kegyenc így 1309 júniusában visszatért Angliába. A következő havi parlamenten Eduárd számos engedménnyel engesztelte ki barátja ellenségeit, többek között beleegyezett a főasztalnokmester (Lord Steward) és a hadparancsnok (marshall) jogköreinek korlátozásába (elsősorban a népszerűtlen rekvirálási jog esetében); cserébe a parlament megszavazta az adót a skót hadjárat finanszírozására.

### Az 1311-es rendeletek
A megbékélés csak ideiglenesnek bizonyult, Gaveston és a bárók helyzete egyre feszültebbé vált. Arrogánsnak tartották és nehezteltek rá, mert gúnyneveket talált ki rájuk (pl. „warwicki kutya”). Az 1310-es parlamenten többen megtagadták a részvételt, mert a király kegyence is ott volt a helyszínen. Eközben Eduárdnak pénzügyi nehézségei támadtak, már huszonkétezer fonttal tartozott a Frescobaldi bankháznak és egyre többen tiltakoztak a skót háború céljára történő rekvirálások miatt is. Erőfeszítései ellenére nem sikerült új hadsereget szerveznie, a grófok pedig felfüggesztették az új adók beszedését. A februárban folytatódó tárgyalások során a főurak ismételten követelték, hogy bocsássa el Gavestont és helyette egy huszonegy tagú tanácsot (az ún. „Szabályhozók”, Ordainers) hozzanak létre a kormányzat és az udvar megreformálása céljából. Eduárd a bárók nyomására belement a feltételekbe és megválasztották a tanácsot, amelynek nagyjából a fele reformerekből, fele pedig konzervatívokból állt. A testület elkezdte a reform előkészítését, a király és kegyence pedig egy 4700 fős sereggel Skóciába vonult, ahol a skótok kezdtek fölénybe kerülni. Róbert skót király kitért a csata elől és az angolok addig vonulgattak, míg 1311-re kifogytak az utánpótlásból és a pénzből, és vissza kellett térniük délre.
A tanács ekkorra megszövegezte rendeleteit és Eduárdnak nem volt más lehetősége, mint elfogadni őket. Az 1311-es rendeletek számos ponton korlátozták az uralkodó jogait: parlamenti jóváhagyáshoz kötötték a hadüzenetet, a birtokadományozást és a tisztségek odaítélését, valamint megszüntették a rekvirálási rendszert. Ezenfelül ismét száműzték Gavestont, ezúttal minden Eduárd uralma alatti földről (Gascogne-ból és Írországból is), valamint megfosztották minden címétől. A király Windsorba vonult vissza, Gaveston pedig feltehetően Flandriába vagy Észak-Franciaországba távozott.

### Gaveston halála
A király és a bárók közötti feszültség megmaradt, a főurak emiatt még 1311 végén is fegyverben tartották saját katonáikat. Az ellenzék vezérévé Lancasteri Tamás (Eduárd unokatestvére; apja I. Eduárd öccse volt) vált, az ország leghatalmasabb főura, aki Lancaster, Leicester, Lincoln, Salisbury és Derby grófjaként évi tizenegyezer fontos jövedelemmel bírt, majd kétszer annyival, mint az utána következő leggazdagabb báró. Támogatói között tudhatta Arundel, Gloucester, Hereford, Pembroke és Warwick grófjait is, így jelentős politikai és katonai erővel bírt, bár a történészek véleménye szerint nem volt különösebben hatékony vagy fantáziadús politikusalkat.
A bárók jelentette fenyegetésre Eduárd a rendeletek visszavonásával és Gaveston visszahívásával reagált; kegyencével 1312 januárjában találkozott Yorkban. A feldühödött főurak Londonba gyűltek össze, ahol a canterburyi érsek kiátkozta Gavestont és eltervezték elfogását. Eduárd, Izabella és Gaveston a túlerőben levő lancasteri gróf elől északra, Newcastle-ba menekült, majd holmijuk nagy részét hátrahagyva lehajóztak Scarborough-ba. Gaveston az itteni várban maradt, míg a király és felesége visszatért Yorkba. Scarborough-t ostrom alá vette Pembroke és Surrey grófja, Gaveston pedig hajlandó volt megadni magát, azzal a feltétellel, hogy nem esik bántódása. Mint kiderült, jelentős mennyiségű arany, ezüst és drágakő is volt nála, amely feltehetően a királyi kincstár egy része volt, de később azzal vádolták, hogy lopta a kincseket.
Dél felé tartó útjukon Pembroke megállt egy Deddington nevű falunál, hogy meglátogassa a feleségét. Warwick grófja kihasználta a lehetőséget, foglyul ejtette Gavestont és magával vitte Warwick várába, ahová Lancaster és pártjának többi tagja összegyűlt. Rövid tárgyalás után bűnösnek találták a rendeletek megsértésében. Másnap, 1312. június 19-én kivezették a várból Lancaster földjére, ahol egy dombon két walesi katona karddal átszúrta, majd levágták a fejét.

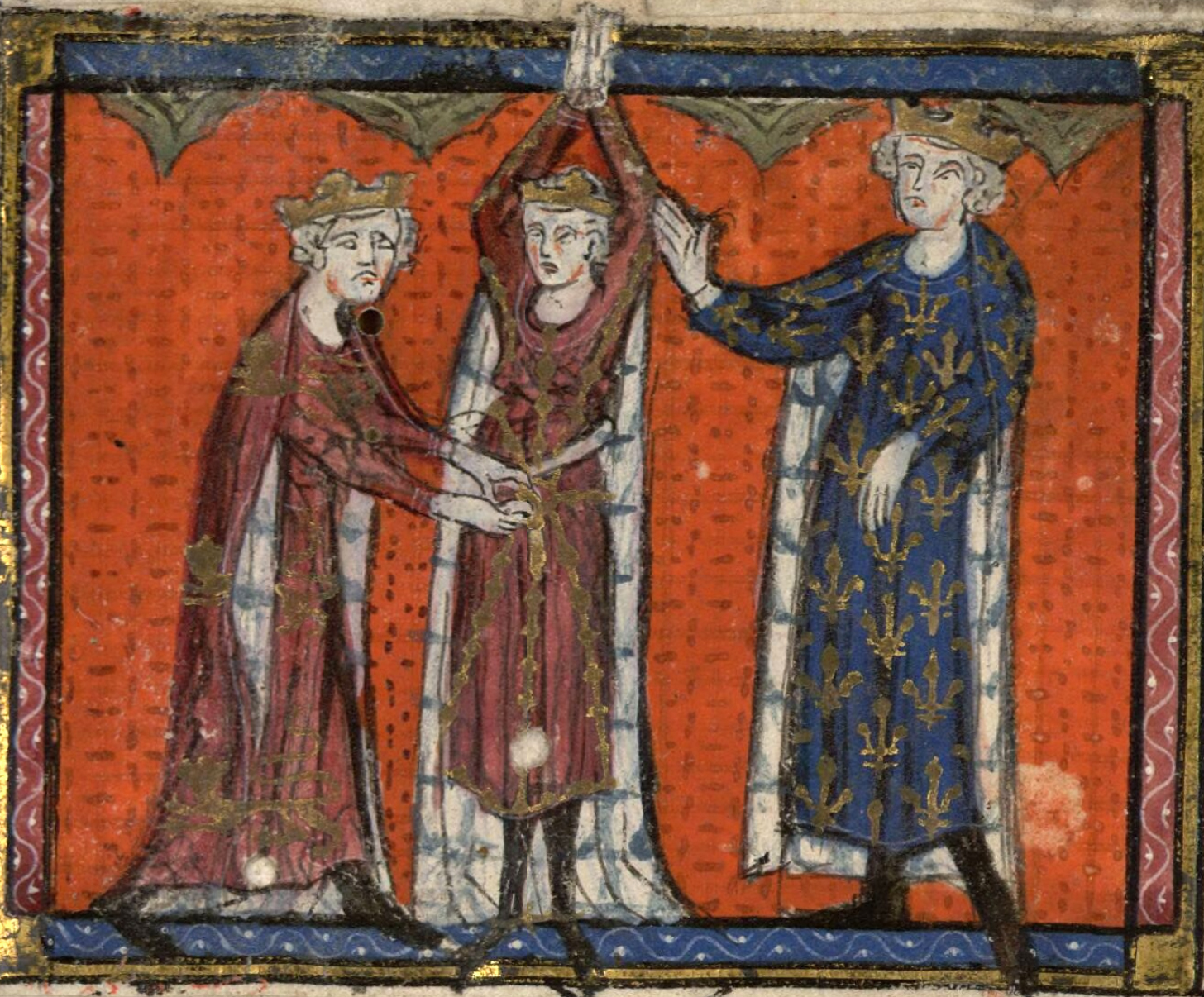
Eduárd (balra) és IV. Fülöp a lovaggá ütési szertartáson

A királyt mélyen felháborította barátja meggyilkolása, bosszút esküdött az abban részt vevő bárók ellen, és gondoskodott róla, hogy Gaveston özvegye és gyermekei ne szenvedjenek szükséget. Pembroke és Surrey grófjait is feldühítette Warwick eljárása, és átálltak a király oldalára. Lancaster és hívei azt állították, hogy a kivégzés jogos volt és szükséges is az ország stabilitásának fenntartásához. Már-már felmerült egy polgárháború lehetősége, de decemberben Pembroke grófjának sikerült kibékítenie a feleket: Eduárd megkegyelmezett a Gavestont meggyilkoló főuraknak, akik cserébe részt vettek skóciai hadjáratán. Lancaster és Warwick húzódozott az egyezség elfogadásától, és a tárgyalások a következő év nagy részében is folytatódtak.
Eközben Pembroke-nak sikerült megszerveznie, hogy Gascogne jogállásnak rendezése céljából Eduárd és Izabella 1313 júniusában Párizsba utazzék. Eduárd a dél-franciaországi feszültség elsimítása mellett feltehetőleg támogatást remélt szerezni apósától a bárók ellen, IV. Fülöp pedig kihasználta az alkalmat, hogy elkápráztassa vejét gazdagságával és hatalmával. Egymást követték a lakomák és a látványosságok, mint amikor a két király a Notre Dame-székesegyházban kétszáz nemest ütött lovaggá, köztük Fülöp fiait is. A királyok azt is kijelentették, hogy keresztes hadjáratra indulnak a Szentföldre. Fülöp nagylelkűnek mutatkozott Gascogne ügyében és az eseményekre csak az Eduárd lakosztályában kitört tűzvész vetett árnyékot.
Eduárd hazatérése után konstatálhatta, hogy politikai helyzete jelentősen megerősödött. Októberre Lancaster és Warwick hajlandó volt a korábbi feltételekhez hasonló kompromisszumos javaslat elfogadására. A parlament megszavazta az adóemelést és jelentős kölcsönöket sikerült szereznie: 160 000 forintot (25 000 fontot) a pápától, 33 000 fontot Fülöptől, emellett új itáliai bankára, Antonio Pessagno is nagyobb összegeket folyósított számára. Trónra lépése óra először nem kellett az anyagiak miatt aggódnia.

## A bannockburni csata

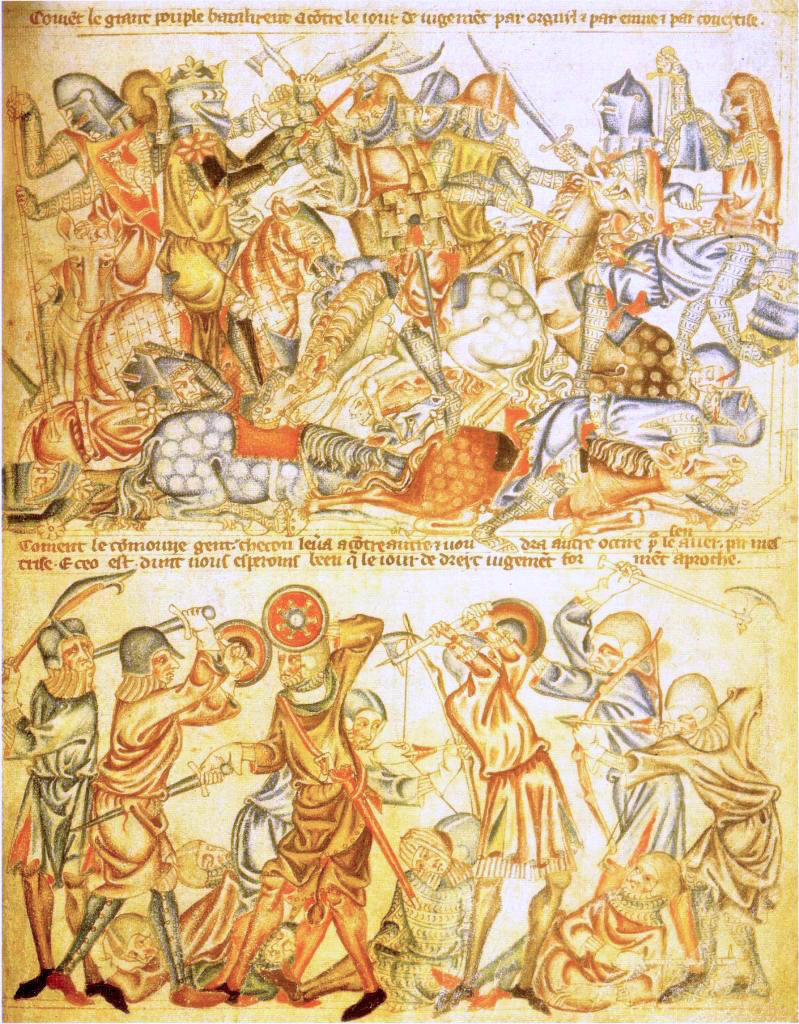
A bannockburni csata (1314-es ábrázolás)

1314-re Róbert skót király nagyrészt visszafoglalta az angolok által megszállt várakat és portyázó csapatai egészen Carlisle-ig behatoltak Angliába. Eduárd nagy hadjáratot szervezett ellene, Lancaster és a többi főúr támogatásával 15-20 000 főnyi hadsereget állított fel. Eközben Róbert ostrom alá vette Skócia védelmének egyik kulcspozícióban lévő erődjét, Stirling várát; a várparancsnok megüzente Eduárdnak, hogy ha június 24-ig nem érkezik felmentés, kénytelen lesz megadni magát. Üzenete május végén ért el a királyhoz, aki erre meggyorsította északra való haladását. A skótok mintegy 5500-6500 emberrel – zömében lándzsás gyalogosokkal – készültek megakadályozni, hogy az angolok felmentsék az ostromlott várat.
Az összecsapás 1314. június 23-án kezdődött, amikor az angolok megpróbáltak átkelni a mocsaras mellékű Bannockburn-patakon a túloldali magaslatra. Az angol lovasság két oldalról rontott a skótokra, de visszaverték őket, eközben Róbert király saját kezűleg vágta ketté fejszéjével a herefordi gróf fiának, Henry de Bohunnak a fejét. A túlerőben levő Eduárd másnap előrenyomult és szembetalálkozott a New Park erdejéből kivonuló skót főerőkkel. A jelek szerint Eduárd nem számított jelentős ellenállásra, csapatai nem fejlődtek csatarendbe, és az ellenség vonalainak megbontására használt íjászokat nem előre, hanem a sereg végére rendelték. Az angol lovasság nehezen mozgott az egyenetlen talajon, Róbert lándzsásai megfutamították őket, a vezérek pedig képtelenek voltak megállítani a menekülést.
Eduárd a vonalak mögött maradt. Amikor Pembroke grófja rájött, hogy a csata elveszett, magával vonszolta a királyt, és – nyomukban az üldöző skótokkal – elmenekültek a csatatérről. A királynak éppen csak sikerült kimenekülnie, és megesküdött, hogy ha túléli a csatát, Oxfordban karmelita rendházat alapít. Egy történész szerint a vereség „döbbenetes mértékű szerencsétlenséget” jelentett a hatalmas veszteségeket elszenvedett angolok számára. Az elvesztett ütközet után Eduárd Dunbarba húzódott vissza, majd hajóval Berwickbe, onnan pedig Yorkba utazott. Stirling vára röviddel később a skótok kezére került.

## Éhínség
A bannockburni kudarc után a király tekintélye megingott, amit Lancaster és Warwick arra használt fel, hogy visszaállíttassa vele az 1311-es rendelkezéseket. 1316-ban Lancaster lett a királyi tanács feje és megígérte, hogy egy új bizottság segítségével továbbviszi a reformokat, nem sokkal ezután azonban felhagyott ezzel a szerepével, talán mert nézeteltérésbe keveredett a többi báróval, vagy megromlott az egészsége. Mindenesetre a következő két évben a főúr nem volt hajlandó találkozni a királlyal a parlamenteken, ami jelentősen korlátozta a kormányzati munka hatékonyságát. Ilyen körülmények között reménytelen volt újabb skót hadjáratot szervezni, sőt a feszültség akár polgárháborúvá is fajulhatott volna. A helyzetet ismét Pembroke közvetítésével sikerült megoldani: Lancaster és Eduárd 1318 augusztusában megkötötte a leake-i egyezményt, amelyben a király kegyelmet adott neki és pártjának, valamint új királyi tanácsot állítottak fel.
Eduárd nehézségeit tovább fokozta a rossz időjárás okozta gyenge termés, amely 1315 és 1317 között egész Európát sújtotta és éhínséget hozott magával. A csapás 1314 őszén kezdődött hatalmas esőzésekkel, amit igen hideg tél követett, majd a szintén esős tavasz elvitte a juhok és marhák nagy részét. A rossz időjárás szinte szünet nélkül tartott egészen 1321-ig, és minden évben rontott a terméshozamon. Bár a kormányzat igyekezett szabályozni az árakat, a gyapjúexportból származó jövedelem zuhant, az élelem ára pedig felszökött. A belső és külső gabonakereskedelem élénkítésére hozott intézkedések hatástalannak bizonyultak. A helyzetet csak súlyosbította, hogy a királyi udvar számára továbbra is rekvirálták az élelmiszert.
Eközben Róbert király kihasználta a bannockburni győzelmet és már Észak-Angliát fosztogatta. Eleinte Carlisle és Berwick környékén portyázott, de aztán délebbre merészkedett Lancashire-be és Yorkshire-be, sőt már Yorkot is fenyegette. Eduárd egy költséges, de nem túl hatékony hadjárattal próbálta megállítani, de az éhínség miatt már saját helyőrségeit is alig tudta élelmezni. Eközben Róbert testvére, Eduárd 1315-ben partra szállt Írországban és királlyá kiáltotta ki magát. Őt végül 1318-ban győzte le Edmund Butler kormányzó a faugharti csatában, levágott kezét pedig elküldte a királynak. Lancashire-ben, Bristolban és Glamorganban kisebb lázadások törtek ki, de ezeket sikeresen leverték.
A nép az éhezést és a skótok sikereit Isten büntetésének tartotta és egyre inkább a király ellen fordult. Sokan azt hozták fel ellene, hogy királyhoz nem illő, nemtelen dolgokkal tölti idejét, például kertészkedéssel. 1318-ban egy John Powderham nevű elmebeteg azt kezdte hirdetni, hogy ő az igazi II. Eduárd és a király egy váltott gyermek, akit elcseréltek vele a születésekor. Őt ugyan kivégezték, de megjelenése jól tükrözte az általános véleményt, hogy Eduárd nem viselkedik királyhoz méltóan és rossz hadvezér. Panaszkodtak kegyenceire is, mert a főurak igyekezete ellenére maga mellett tartotta régi tanácsadóit és a de Clare család férfiági kihalása után hármójuk, az ifjabb Hugh Despenser, Hugh Audley és Roger d’Amory kezére játszotta terjedelmes birtokaikat. Gilbert de Clare gloucesteri gróf Bannockburnnál esett el, földjeit nővérei között osztották szét, akik a király kegyenceihez mentek feleségül. Sok mérsékelt főúr, aki 1318-ban még a békés kompromisszum híve volt, egyre inkább Eduárd ellen fordult és fokozódott a fegyveres felkelés veszélye.

## A Despenser-háború
A régóta érlelődő belháború végül 1321-ben tört ki a főurak egy része és a királyi kegyenc Despenser család között. Idősebb Hugh Despenser I. és II. Eduárdot is szolgálta, fia, ifjabb Hugh Despenser pedig beházasodott a gazdag de Clare családba, kamarási címet szerzett és 1317-ben megkapta a walesi Glamorgant. Az ifjabb Despenser sikeresen bővítette walesi birtokait, főleg a többi, ún. határvidéki lord rovására. Fő ellenségének Lancester grófja bizonyult, de ellenszenvvel viseltetett szinte valamennyi szomszédja (pl. Humphrey de Bohun herefordi gróf és a határvidéki Mortimer család), sőt a királlyal szintén jó kapcsolatokat ápoló Hugh Audley és Roger Damory ellen is. Eduárd azonban egyre inkább támaszkodott a Despenserek támogatására és tanácsaira. Különösen a fiatalabbik Hugh-hoz állt közel; ahogyan egy krónikás írta: „szívével és eszével is hőn szerette”.
Lancaster 1321 elején mozgósította a Despenserek ellenségeit. Eduárd és ifjabb Hugh márciusban szereztek tudomást az eseményekről és nyugatra vonultak, hogy a mérsékelt pembroke-i gróf közvetítésével elhárítsák a fenyegető veszélyt. Pembroke azonban ezúttal udvariasan elhárította a közbeavatkozást és májusban fegyveres összecsapások kezdődtek. A Despenserek birtokait igen gyorsan megszállta a lordok és a helyi nemesség szövetsége, Lancaster pedig júniusban gyűlést hívott össze, amely bűnösnek mondta ki a Despensereket az 1311-es rendelkezések megszegésében. Eduárd próbálta kibékíteni a feleket, de az ellenzék júliusban Londont is hatalmába kerítette, és felszólította, hogy bocsássa el szolgálatából a Despensereket. A király attól tartott, hogy ellenkezése esetén őt magát is megbuktatják, így száműzte kegyencét, a lázadóknak pedig kegyelmet adott.
Eduárd azonban bosszút forralt. Pembroke segítségével létrehozott egy kis koalíciót, amely féltestvéreiből, néhány grófból és főpapból állt, és felkészült a háborúra. Elsőként Bartholomew de Badlesmere báróra csapott le. Izabella királynét elküldte a báró parancsnoksága alatt lévő királyi várba, a kenti Leedsbe. A királyné arrogáns viselkedésével összecsapást provokált, és a báró felesége megölette néhány katonáját. A királynak így már megvolt az indoka a támadásra. Lancaster és a báró rossz viszonyban volt egymással, így nem sietett segítségére. Eduárd gyors győzelmet aratott és visszanyerte ellenőrzését Délnyugat-Anglia fölött. A gyanakvó Lancaster északon összegyűjtötte seregeit, miközben a Despenserek visszatértek a száműzetésből és a királyi tanács kegyelmet adott nekik.
Eduárd decemberben átkelt a Severn folyón és a walesi határvidékre vonult, ahol a lázadók gyülekeztek. Közeledtére az ellenzéki koalíció összeomlott, a Mortimerek megadták magukat, de d’Amory, Audley és Hereford grófja északra húzódott vissza, és csatlakoztak Lancasterhez, aki Tickhill várát ostromolta. A király üldözőbe vette és 1322. március 10-én utolérte őket. A létszámhátrányban lévő Lancaster visszavonult, de Andrew Harclay Boroughbridge-nél csatára kényszerítette és foglyul ejtette a grófot. Eduárd Pontefract várában gyors tárgyalás során árulás vádjában bűnösnek ítélte Lancastert, akinek ezután fejét vették.

### Edward és a Despensersek

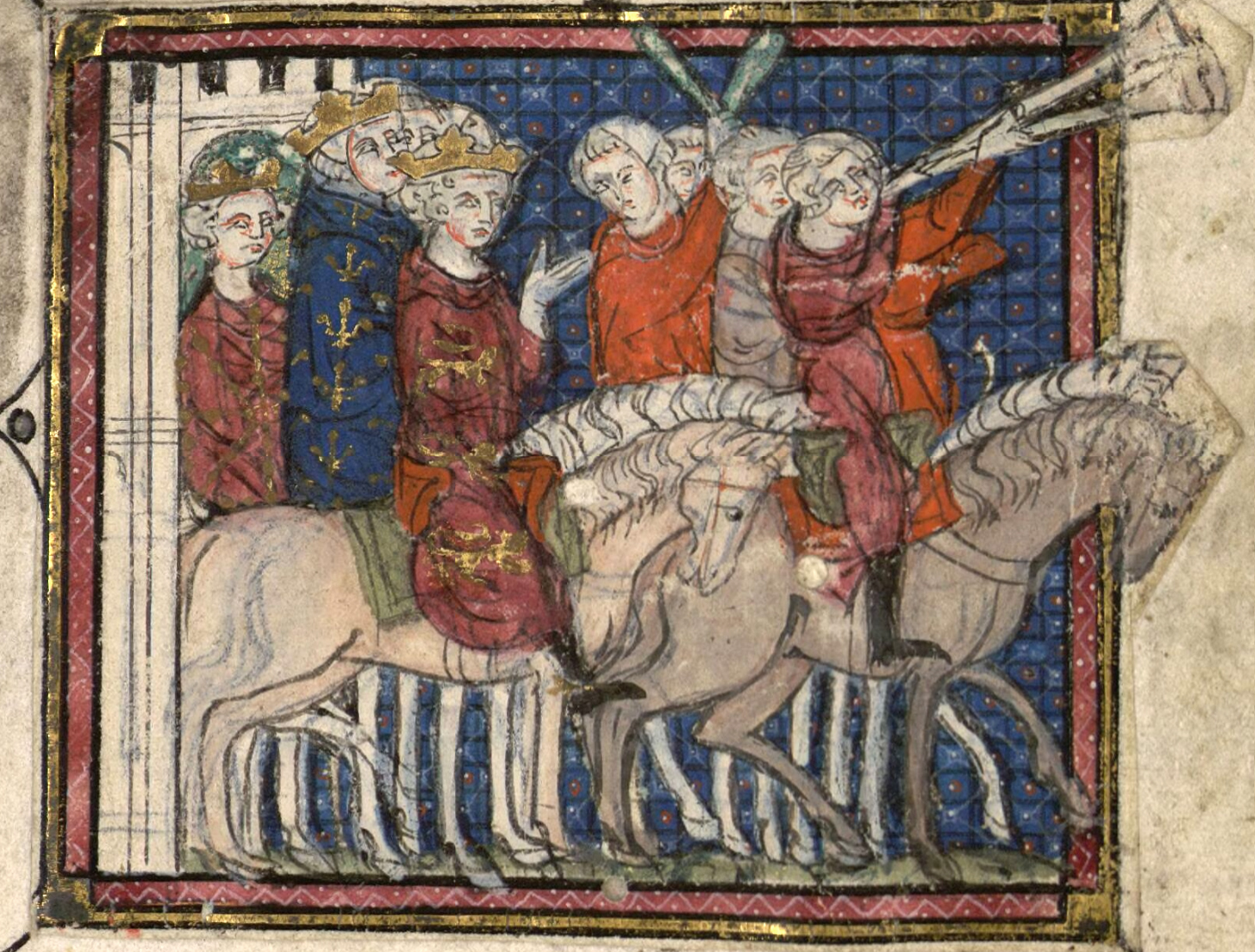
Eduárd (balról a harmadik) és IV. Fülöp vadászik

A király leszámolt Lancaster támogatóival: a tárgyalásokon a vádlottak nem szólalhattak fel saját maguk védelmében, a bírákat pedig előzetesen utasították, hogyan kell ítélkezniük. Sokukat kivégezték, másokat bebörtönöztek vagy elkobozták birtokaikat, esetleg bírságot szabtak ki rájuk. Eduárd már Pembroke grófjában sem bízott, őt is elfogatta és csak azután engedte el, hogy a gróf biztosítékként felajánlotta egész vagyonát. Az elkobzott földbirtokokkal és megüresedő tisztségekkel saját híveit, főleg a Despensereket jutalmazta. A bírságok és elkobzott vagyonok dúsgazdaggá tették a királyt: már az első néhány hónap alatt 15 000 fontot szerzett, 1326 végére pedig a kincstárban 62 000 font volt. Még 1322 márciusában parlamentet hívtak össze Yorkba, amelyen ismételten visszavonták az 1311-es rendelkezéseket és új adókat vetettek ki egy skóciai hadjárat finanszírozására.
Eduárdnak jelentős haderőt sikerült összegyűjtenie, mintegy 23 350 fős sereggel vonult északra, Edinburgh felé. Róbert király kerülte a csatát, egyre északabbra csalta maga után az angolokat. A nagy létszámú katonaság élelmezését a tengeren át nem tudták megoldani, és hamarosan kifogytak az élelmiszerből. Eduárd kénytelen volt visszavonulni délre, nyomában a skót portyázókkal. A király körülbelül tizenöt éves törvénytelen fia, Adam FitzRoy meghalt a hadjárat során, a Tynemouthban tartózkodó Izabellára pedig rátámadtak a skótok és hajón kellett elmenekülnie előlük. A király újabb hadjáratot tervezett és újabb adókra tartott igényt, de a közvéleménynek elege volt már a skót háborúiból. Andrew Harclay, aki legyőzte Lancastert és ezért Carlisle grófságával jutalmazták, a saját szakállára tárgyalásokat kezdeményezett Róbert királlyal, ígéretet téve, hogy Eduárd elismeri őt Skócia uralkodójának, ha cserébe felhagy az Anglia elleni támadásokkal. A tárgyalások hírére Eduárd feldühödött és kivégeztette Harclayt, de hajlandó volt tizenhárom éves fegyverszünetet kötni Róberttel.
Ifjabb Hugh Despenser jelentős szerepet kapott a kormányzatban, és csalással, fenyegetésekkel, jogi visszaélésekkel hatalmas vagyonra és földbirtokokra tett szert. Közben a közhangulat egyre inkább a király ellen fordult. A halott Lancaster sírjánál és a bristoli vesztőhelynél, ahol híveit kivégezték, csodákat véltek látni. A törvényes rend meggyengült, amit csak fokozott, hogy a király és kegyencei szinte kedvükre koboztak el földeket. A határvidéki lordok megpróbálták kiszabadítani a wallingfordi várban tartott párttársaikat, Roger Mortimernek, az ellenzék egyik vezéralakjának pedig sikerült megszöknie a londoni Towerből és Franciaországba menekült.

### A francia háború
1324-ben rövid fegyveres konfliktus tört ki Anglia és Franciaország között Gascogne miatt. Két évvel korábban IV. Károly, Eduárd sógora került a francia trónra, aki elődjénél agresszívabbnak bizonyult. 1323-ban követelte, hogy Eduárd jöjjön Párizsba és Gascogne uraként tegyen neki hűségesküt, valamint hogy az angolok engedélyezzék a francia hivatalnokok ténykedését a tartományban. Októberben tettlegességre került sor: egy csapat angol katona felakasztott egy francia tisztet, aki a vitatott határvidéken erődfalut próbált létesíteni. Eduárd elhárította magától a felelősséget, de a két uralkodó viszonya megromlott. 1324 elején Eduárd elküldte Pembroke grófját, hogy hozzon létre egy megállapodást, de az idős lord útközben meghalt. Károly összehívta csapatait és megindította Gascogne megszállását. A király nagybátyja, Valois Károly vezette kb. hétezer fős francia sereggel szemben 4400 angol védekezett. Károly hamar elfoglalta a határvidéken Agenais régiót és sikerült elvágnia Bordeaux városát. Eduárd válaszul elrendelte minden francia alattvaló elfogását országában, sőt, Izabella francia származására hivatkozva felesége birtokait is elkobozta. 1324 novemberében gyűlést tartott, ahol a bárók és az egyházfők legalább 11 000 katona Gascogne-ba küldését javasolták. A király Surrey grófját nevezte ki az expedíció élére, közben pedig tárgyalásokat kezdeményezett Párizzsal. IV. Károly felajánlotta az ellenségeskedés beszüntetését és Agenais visszaszolgáltatását, ha Izabella és fia, Eduárd herceg Párizsba mennek és az akkor tizenkét éves fiú Gascogne hercegeként hűséget esküszik neki. Eduárd és tanácsadói túl kockázatosnak ítélték a trónörökös Franciaországba küldését, így 1325 márciusában Izabella egyedül utazott Párizsba, hogy tárgyaljon a béke feltételeiről.

## Bukása (1326–1327)

### Szakítás Izabellával

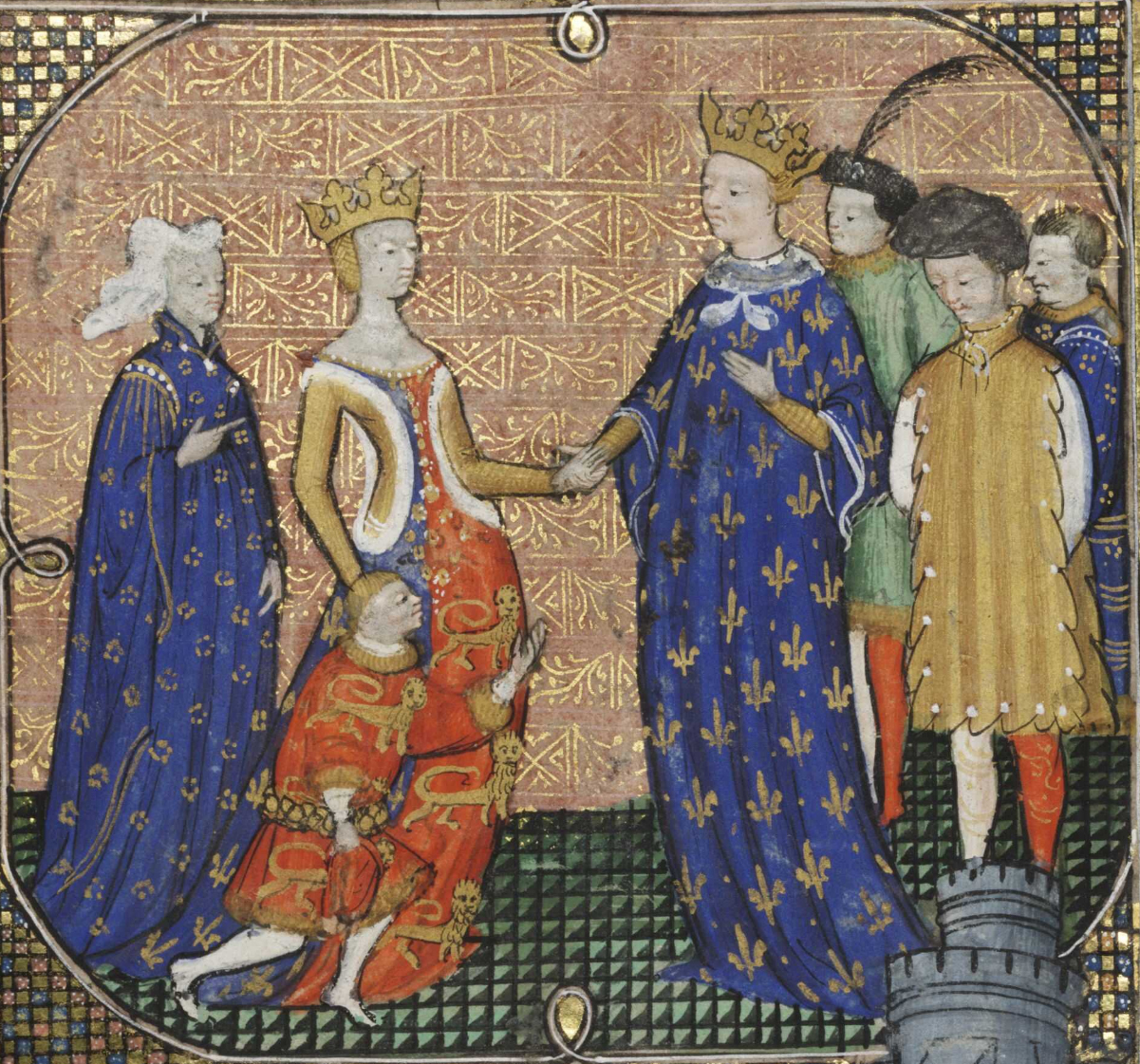
A leendő III. Eduárd anyja irányításával hűséget esküszik a francia királynak

A hosszas tárgyalások eredménye a franciáknak kedvezett. Izabella beleegyezett, hogy az idősebb Eduárd Gascogne hercegeként hűséget esküdjön Károlynak. Az angol király tartott a háború kiújulásától, ezért elfogadta a megegyezést, de inkább fiának adományozta Gascogne-t és őt küldte el Párizsba maga helyett. A leendő III. Eduárd szeptemberben eleget is tett kötelezettségének, ám ezután ő és anyja Franciaországban maradtak és nem mutatták jelét, hogy vissza szeretnének térni Angliába. 1322-ig Eduárd és Izabella házassága sikeresnek volt mondható, de ekkorra, 1325-re viszonyuk megromlott. Isabella a jelek szerint gyűlölte ifjabb Hugh Despensert, nem utolsósorban azért, mert a férfi molesztálta a nemes hölgyeket. A királyné mélységesen megalázónak érezte, hogy háromszor is menekülnie kellett a skót csapatok elől; az utolsó, 1322-es esetért az ifjabb Despensert hibáztatta. Amikor a király békét kötött a skótokkal, a szerződés hátrányosan érintett számos olyan nemesi családot, akiknek birtokai voltak Skóciában. Ilyenek voltak a Beaumont-ok, Izabella közeli barátai is. A királynét feldühítette birtokainak 1324-es elkobzása is. Nem utolsósorban pedig azt is el kellett tűrnie, hogy férje elvette tőle a gyerekeit és Hugh Despenser felesége gondjaira bízta őket.
1326 februárjára köztudottá vált, hogy Izabella viszonyt folytat a száműzött, Franciaországban élő Roger Mortimerrrel. Nem ismert, hogy a királyné mikor találkozott először Mortimerrel vagy hogy mikor kezdődött kapcsolatuk, de mindketten szerették volna eltávolítani Eduárdot és a Despensereket Anglia éléről. A király üzent fiának, hogy térjen haza és IV. Károlyt is felkérte, hogy tegyen valamit az érdekében, de hiába próbálkozott.
Eduárd politikai ellenfelei kezdtek összegyűlni Izabella és Mortimer körül, és a király aggódni kezdett, hogy partra fognak szállni Angliában, hogy megdöntsék az uralmát. A királyné és Mortimer augusztus 27-én eljegyezte ifjabb Eduárdot I. Vilmos hainauti gróf lányával, Filippával. A gróf 132 szállító- és nyolc hadihajót biztosított csapataik átszállítására.

### Az invázió

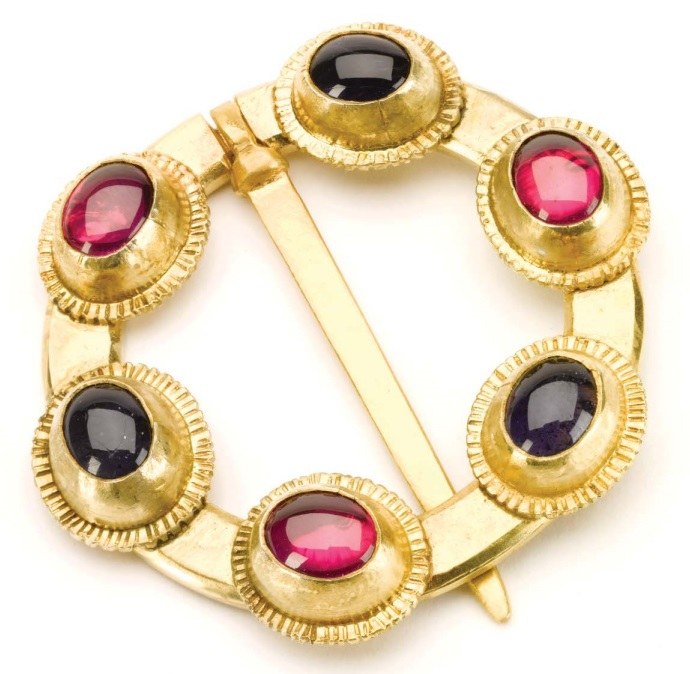
A feltehetően II. Eduárdhoz tartozó oxwichi bross másolata

1326 augusztusában és szeptemberében Eduárd mozgósította csapatait és megerősítette a partvidéket, hogy visszaverhessen akár egy francia, akár egy Mortimer-féle támadást. Délen Portsmouthban, keleten az Orwell folyó torkolatában gyűjtött össze egy-egy flottát, emellett egy 1600 fős portyázó csapatot is partra tettek Normandiában, hogy eltereljék a franciák erőit egy esetleges inváziótól. Eduárd megpróbált alattvalói hazafias érzelmeire is hatni, hogy védjék meg a királyságot a külső agressziótól, de nem járt különösebb sikerrel. Uralma népszerűtlen volt, a Despensereket széles körben gyűlölték, és azok nagy része, akiket a király megbízott a védelem megszervezésével, vagy alkalmatlannak bizonyult, vagy egyenesen ellene fordult. Kétezer fegyverest rendeltek az Orwell melletti gyülekezőhely védelmére, de közülük csak 55-en jelentek meg.
Roger Mortimer, Izabella, a tizenhárom éves Eduárd herceg, valamint Eduárd király féltestvére, Woodstocki Edmund 1326. szeptember 24-én szállt partra egy kis csapattal az Orwellnél, és nem ütköztek ellenállásba. A Despenserek ellenségei zászlajuk alá sereglettek, köztük a király másik féltestvére, Brothertoni Tamás, valamint Henrik lancasteri gróf (ő örökölte kivégzett bátyjától a grófságot) és számos főpap is. A király a jól erődített londoni Towerbe húzódott vissza és a város polgárságától kért támogatást. A londoniak azonban szintén felkeltek ellene, így október 2-án a Despenserekkel együtt inkább elhagyta a várost. Londonban a káosz lett az úr, a csőcselék rátámadt a kormányzati tisztviselőkre, Walter Stapledon volt kincstárnokot a Szt. Pál-katedrálisban gyilkolták meg, valamint elfoglalták a Towert is, ahol szabadon bocsátották az ott őrzött foglyokat.
Eduárd a Temze mentén haladt nyugat felé és október 9–12 körül érte el Gloucestert; azt remélte, hogy Walesben össze tud gyűjteni egy sereget. Mortimer és Izabella nem sokkal lemaradva követték és proklamációkkal ítélték el a Despenserek rezsimjét. Támogatóik száma napról napra nőtt. A király és az ifjabb Despenser elérte Dél-Walest, de Chepstowban inkább hajóra szálltak, hogy Írországban gyűjtsék össze erőiket. A rossz időjárás miatt vissza kellett fordulniuk és Cardiffnál szálltak partra, ahol Eduárd Caerphilly várában keresett menedéket. Ide próbálta összehívni támogatóit.
Eközben Angliában II. Eduárd uralma gyakorlatilag összeomlott, a kormányzást az egyház támogatásával Izabella vette át. A királyné csapatai körülzárták Bristolt, ahol az idősebb Despenser húzódott meg; miután megadta magát, kivégezték. Eduárd és az ifjabb Despenser november 2. körül hagyta el Caerphillyt, maguk mögött hagyták kincstáruk egy részét (13 000 fontot és ékszereket), és feltehetőleg ismét Írországba szerettek volna eljutni, de elárulták és elfogták őket. Eduárdot előbb Monmouth várába, majd Angliába vitték, ahol a Lancaster birtokában lévő Kenilworth várában tartották fogva. A Caerphillyt védő maradék királyhű erők öt hónappal később, 1327 áprilisában adták meg magukat.

### Lemondatása

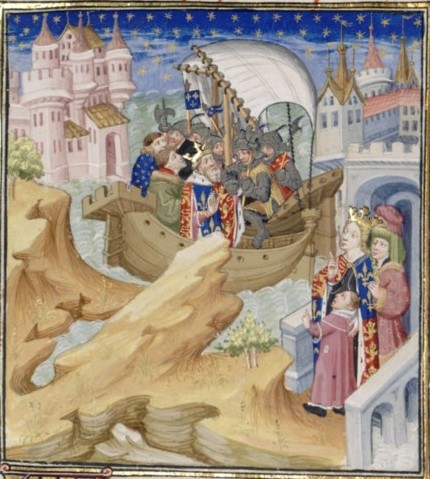
Izabella elfogja Eduárdot (15. sz.)

Izabella és Mortimer sietve leszámoltak az előző kormányzat prominens személyiségeivel. Ifjabb Hugh Despensert a bíróság árulónak minősítette; kizsigereléssel, kasztrációval és felnégyeléssel végrehajtandó halálos ítéletet kapott. November 24-én kivégezték. Eduárd előző kancellárja, Robert Baldock a Fleet börtönben halt meg, Arundel grófját lefejezték. Magával Eduárddal azonban nem tudtak mit kezdeni, formálisan még mindig Anglia királya és Izabella férje volt. Szabadon engedni azonban nem merték, mert ha ismét híveket gyűjt maga köré és átveszi a hatalmat, bizonyosan bosszút állt volna rajtuk.
Mindeddig nem volt rá precedens, hogy egy angol uralkodót legálisan eltávolítsanak a trónról, így nem is volt rá megfelelő jogi procedúra. Adam Orleton herefordi püspök nyilvánosan felsorolta uralkodásának visszásságait, majd a parlament 1327 januárjában, Westminsterben összegyűlt, hogy döntsenek a király sorsártól. Eduárd nem volt hajlandó részt venni az ülésen. A lordok és a főpapok január 12-én úgy döntöttek, hogy II. Eduárdot megfosztják királyi címétől és helyét fia, III. Eduárd veszi át. Másnap a döntést a bárók gyűlése elé tárták, amely egyetértett azzal, hogy a gyengekezű király katasztrofális helyzetbe hozta az országot és hogy nem alkalmas Anglia kormányzására.
Röviddel később a nemesi és az egyházi rend követeket küldött Kenilworthba a királyhoz. Január 20-án Henrik lancasteri gróf, valamint John de Stratford winchesteri és Henry Burghersh lincolni püspökök találkoztak Eduárddal, és elmondták neki, hogy ha önként lemond, fia követi a trónon, ám ha erre nem hajlandó, akkor fia is elveszítheti elődeinek örökségét és másik uralkodót választanak. Eduárd könnyek között beleegyezett a lemondásba. Január 21-én Sir William Trussell, a parlament alsóházának elnöke valamennyi alattvaló nevében visszavonta a királynak tett hűségesküjét és II. Eduárd uralma hivatalosan befejeződött. Ezután proklamációt küldtek Londonba, melyben kijelentették, hogy a király (akit ezentúl Caernarvoni Eduárdnak hívtak) szabad akaratából lemondott a trónról és fia, III. Eduárd lesz az utóda. A koronázásra röviddel később, 1327. február 2-án került sor a westminsteri apátságban.

## Halála (1327)

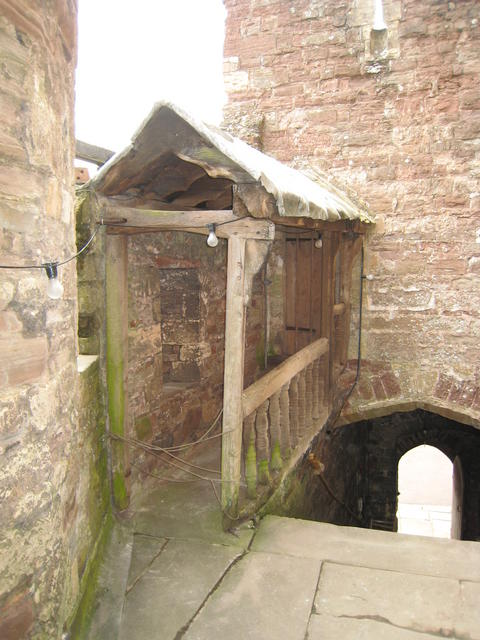
Annak a cellának a bejárata Berkeley várában, ahol a hagyomány szerint II. Eduárdot tartották fogságban

Az új kormányzat ellenfelei tervezgetni kezdték Eduárd kiszabadítását, ezért Mortimer a biztonságosabb berkeleyi várba szállíttatta át, Gloucestershire-be. A volt király 1327. április 5-én érkezett az erődbe, ahol Mortimer veje, Thomas de Berkeley, valamint John Maltravers bárók gondjaira bízták. Ellátására napi öt fontot biztosítottak. Fogságának körülményei nem ismertek. Bár a korabeli dokumentumok szerint luxuscikkeket is vásárolt, egyes krónikások szerint rosszul bántak vele. Állítólag ő írta fogsága alatt a II. Eduárd keservei c. éneket, bár szerzőségét a mai történészek vitatják. Az átköltöztetés ellenére egyre újabb terveket szőttek Eduárd kiszabadítására (többek között a domonkos szerzetesek és volt udvari lovagjai közreműködésével) és az egyik próbálkozás során sikerült a vár börtönéig is eljutni. Emiatt a foglyot titokban más helyekre költöztették, de 1327 nyarának végén visszakerült Berkeleybe. Eközben az ország politikai helyzete továbbra is bizonytalan maradt, és további, a lemondatott király kiszabadítására szőtt összeesküvésekre is fény derült.
1327. szeptember 23-án III. Eduárddal közölték, hogy apja két nappal korábban, szeptember 21-ének éjjelén Berkeley várában elhunyt. A volt király halála gyanúsan kapóra jött Mortimer számára, akinek gondjai így egy csapásra megfogyatkoztak. A legtöbb történész szerint Eduárdot az új kormányzat vezetőinek parancsára meggyilkolták, bár konkrét bizonyíték erről nem áll rendelkezésre. A megölésével gyanúsított Sir Thomas Gurney, Maltravers és William Ockley később elmenekültek. (III. Eduárd Thomas Berkeleyt szabadon engedte, mert az 1331-ben tartott perben az esküdtszék úgy ítélt, hogy nem volt köze a volt uralkodó meggyilkolásához. Gurneyt Nápolyban fogták el, de a visszaúton meghalt. John Maltraverst hivatalosan nem vádolták meg és 1345-ben királyi kegyelemmel visszatérhetett Angliába).
Izabella és Mortimer uralkodása nem tartott sokáig. Békét kötöttek a skótokkal, de a szerződés feltételeit sok angol báró megalázónak tartotta. Az özvegy királyné és szeretője hatalmas pénzösszegeket gyűjtött be és költött el; uralmukat egyre többen bírálták. Mortimer és III. Eduárd viszonya is egyre feszültebbé vált, míg végül a fiatal király 1330-ban Nottingham várában államcsínyt hajtott végre. Letartóztatta anyját és Mortimert, és utóbbit, miután tizennégyszeres árulás vétségében – közte II. Eduárd meggyilkolásában – is bűnösnek találták, november 29-én felakasztották. Izabella kegyelmet kapott és bőkezű javadalmazás mellett szabadon engedték.

### Temetése

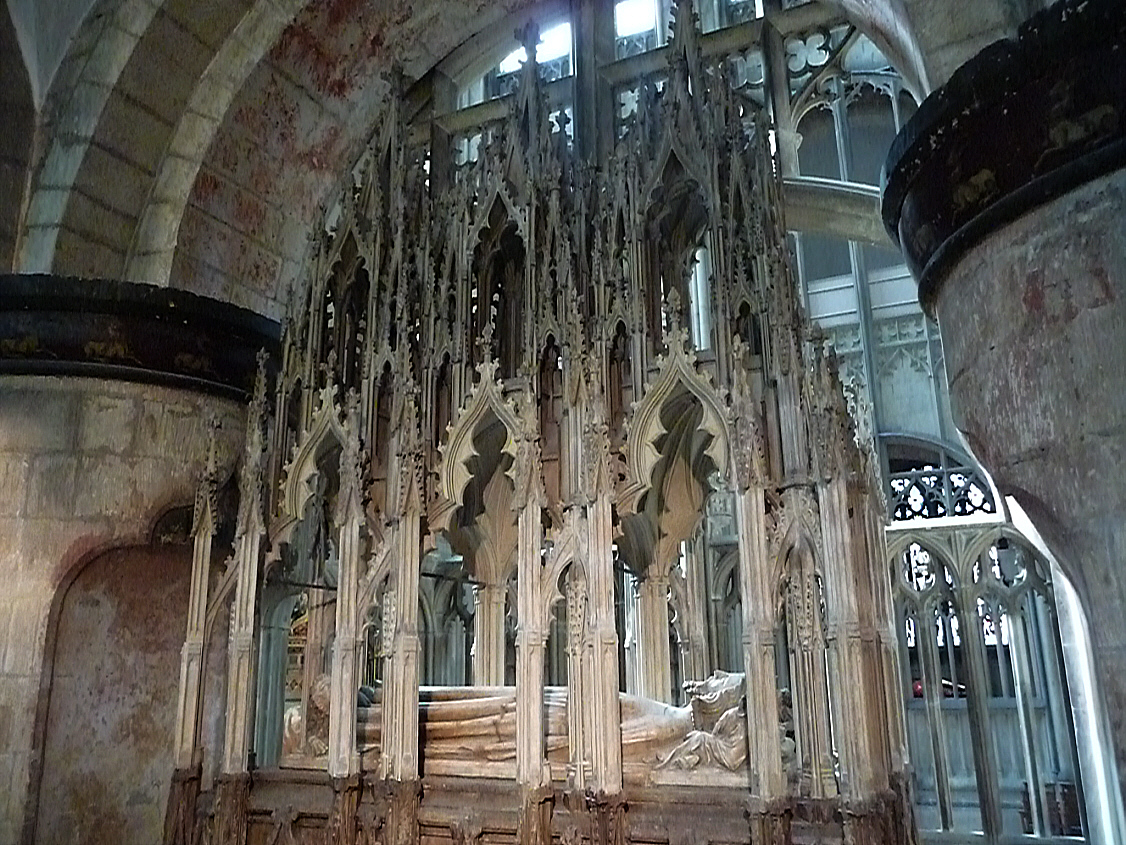
II. Eduárd sírja a gloucesteri katedrálisban

Eduárd testét Berkeley várában bebalzsamozták, majd október 21-én átszállították a gloucesteri apátságba, december 20-án pedig eltemették a gloucesteri székesegyház főoltára mellé. A temetés elhalasztására valószínűleg azért került sor, hogy fia részt vehessen rajta. Bár az angol királyok általában ekkor már a westminsteri apátságba temetkeztek, ez még nem vált annyira általános gyakorlattá, mint később. Gloucestert valószínűleg azért választották, mert közel volt Berkeleyhez. A 351 fontba kerülő temetés pompás ceremóniával zajlott le, a kortársak aranyozott oroszlánokról, aranyleveles zászlókról és a tömeget visszatartó tölgyfakorlátokról számoltak be. III. Eduárd a politikai válságot igyekezett a lázadó Mortimer nyakába varrni és rehabilitálta szerencsétlen sorsú apját, ennek volt része a nagyvonalú ünnepség.
A temetés során a közönség csak a halott király fából készült képmását láthatta (ez volt az első dokumentált temetési képmás Angliában), feltehetően azért, mert a holttest ekkor már három hónapos volt. Eduárd szívét kivették és később egy ezüst tartóban Izabellával együtt temették el a londoni newgate-i templomban. Szarkofágján alabástrom képmását helyezték, fölötte oolitból és purbecki márványból készült baldachinnal. Szobrát egy időben csak egy idealizált képmásnak tartották, újabban úgy vélik, hogy valóban II. Eduárd hasonlatosságára készült.
A király sírját sokan látogatták, állítólag csodák is történtek a helyszínen. A zarándokok tömegének fogadása érdekében módosították az épület belsejét, hogy egyszerre több látogató is körbejárhassa a sírt. II. Richárd 1395-ben megpróbálta szentté avattatni dédapját, de nem járt sikerrel. 1855-ben a hatóságok kinyitották a sírt, amelyben egy jó állapotú fakoporsót, abban pedig egy lepecsételt ólomkoporsót találtak.

### Vitatott elméletek
Eduárd haláláról hamarosan különböző változatok kezdtek el terjedni. Mortimer 1330-as kivégzése után nyíltan mondogatták, hogy a királyt meggyilkolták; hamarosan azt is tudni vélték, hogy egy vörösen izzó piszkavasat dugtak a végbelébe. A történet feltehetően szándékos propaganda műve volt, amelyet az 1330-as és 1340-es évek krónikásai tovább terjesztettek. A legtöbb Eduárdról szóló történeti munka átvette ezt a halálnemet, utalva ezzel feltételezett homoszexuális hajlandóságaira is. A legtöbb mai történész elveti ezt az elképzelést, mert a holttest öltöztetése során nyilvánvalóvá vált volna a gyilkosság. A legkorábbi kortárs források vagy egyáltalán nem említik, hogy megölték volna, vagy azt feltételezik, hogy megfojtották (nyaka elszorításával vagy párnával). Az anális szexre utaló gyilkossági módot először az 1330-as és -40-es években vetették fel.
A király halálát övező másik legenda szerint nem is 1327-ben vesztette életét. Az elmélet alapja az ún. Fieschi-levél, amelyet III. Eduárd küldött Manuel Fieschi olasz papnak. A levél szerint a király szolgái segítségével megszökött Berkeleyből, Európába menekült és Itáliában remetének állt. A gloucesteri katedrálisban eltemetett test a vár egyik kapuőréé volt, akit az összeesküvők gyilkoltak meg. III. Eduárd állítólag 1338-ban Antwerpenben találkozott egy Walesi Vilmos nevű férfival, aki azt állította, hogy ő II. Eduárd.

## Uralkodásának mérlege

### Kormányzat
II. Eduárd uralkodóként alapvetően kudarcot vallott. Egy történész szerint „lusta volt és alkalmatlan, hajlamos volt a jelentéktelen dolgok miatti dühkitörésekre, míg a fontos ügyekben tétovázott”. Mások „inkompetensnek és rosszindulatúnak” nevezik. Eduárd nem csak a rutinszerű helyzetekben bízta a döntéseket tisztviselőire és kegyenceire, hanem a fontos államügyekben is. Van olyan szakértő, aki szerint nem alkalmatlan volt a kormányzásra, hanem vonakodott tőle, ezért bízta olyan helyettesekre, mint Piers Gaveston vagy ifjabb Hugh Despenser. Kegyenceinek gyors felemelkedése általában komoly politikai következményekkel járt, bár a király gazdasági előnyökkel megpróbálta megvásárolni a nemesség széles rétegeinek lojalitását. A közigazgatás egyes részletkérdései képesek lehettek felkelteni érdeklődését. 1320 után már többet foglalkozott a kormányzással, bár érdeklődése ekkor is csak szporadikus és kiszámíthatatlan volt és ekkor is inkább tanácsadóira támaszkodott.
Uralkodásának szinte egész ideje alatt egyik legnagyobb problémája a pénzhiány volt. Az apjától örökölt adósságokból mintegy 60 000 font még az 1320-as években is kifizetetlen maradt. Kincstárnokai általában nem maradtak túl sokáig a helyükön. A szükséges anyagiakat népszerűtlen adókkal, rekvirálással vagy ellenségei vagyonának elkobzásával szerezte meg. Számos alkalommal vett fel kölcsönt, eleinte az itáliai Frescobaldi bankháztól, később Antonio Pessagnótól. Uralkodásának vége felé bizalmatlanná vált tisztviselőivel szemben és személyesen is sokat foglalkozott gazdasági kérdésekkel; pénzhiányát az udvar kiadásainak csökkentésével is próbálta enyhíteni.
Az igazságszolgáltatás nagyrészt bírák és királyi tisztviselők közvetítésével zajlott. Eduárd uralkodása elején bizonyos fokig maga is részt vett az igazságszolgáltatásban, és 1322 után is több alkalommal beavatkozott az őt érdeklő ügyekbe. Az őt és kegyenceit ért támadásokkal szemben a király rendszeresen a római jogra hivatkozott; emiatt kritizálták is, mert úgy vélték el akarja hagyni a hagyományos angol jogrendszert. Alattvalói panaszainak visszatérő eleme volt, hogy nem tett semmit, amikor a Despenserek visszaéltek a törvényekkel. A politikai bizonytalanság törvénytelenségekhez vezetett és rendszeressé vált, hogy a nézeteltéréseket erőszakkal oldották meg; emellett fegyveres rablóbandák garázdálkodtak szerte Angliában. Írország hasonló anarchiába süllyedt.
Eduárd uralkodása alatt megnőtt a parlament jelentősége a politikai kérdések eldöntésében, bár ahogyan egy történész fogalmazott, az országgyűlés „még inkább volt esemény, mint intézmény”. 1311 után a parlament a bárókon túl kezdte befogadni a lovagok és polgárok küldötteit is, akikből később a parlament alsóháza szerveződött. A parlament többnyire ellenezte az új adókat, de a tiltakozás inkább a bárók, nem a teljes gyűlés részéről történt. Elmondható, hogy a főurak a parlament üléseit eszköznek tekintették saját politikai céljaik legitimizálására. A király éveken keresztül ellenfelének tekintette a parlamentet és ellenállt döntéseinek. Uralkodása második felében maga is beavatkozott a testület munkájába saját céljainak elérése érdekében. Nem teljesen világos, hogy az Eduárdot 1327-ben lemondató gyűlés hivatalos parlamenti ülésnek vagy csak egy kisebb csoport párhuzamos összejövetelének tekinthető-e.

### Az udvar

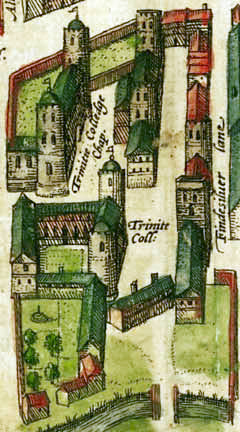
1575-ös térkép a II. Eduárd által alapított cambridge-i King's Hall-ról

Eduárd udvara az akkori szokásoknak megfelelően vándorló udvar volt, állandóan körbejárt az országban. Ha éppen a westminsteri palotába volt elszállásolva az udvar, két termet, hét szobát, három kápolnát és néhány kisebb helyiséget foglalt le, de a skót háborúk miatt jellemzően inkább északon, Yorkshire-ben és Northumbriában tartózkodott. A király személyes udvartartásának mérete változó volt, de 1317-ben 500 főből (lovagokból, apródokból, szolgákból) állt. Ehhez kapcsolódott még egy külső, udvaroncokból álló szféra és a jelek szerint egy prostituáltakból, gyanús elemekből összetevődő holdudvar is.
Eduárd udvarában nagy népszerűségnek örvendett a zene. Elődeihez képest a király jóval kevesebbet foglalkozott vadászattal vagy lovagi tornákkal. Az egyéb művészetek közül az építészetet és a festészetet kedvelte, az irodalmat kevésbé, így az kevesebb támogatásban is részesült. Az evőeszközök közül sok aranyból vagy ezüstből készült és a király holmija között számos ékszer, vagy egyéb gazdagon díszített, zománcozott tárgy is volt. Állítólag volt egy grifftojásból készült kancsója is. Egzotikumként egy tevét tartottak az udvarnál, fiatal korában pedig Eduárd egy oroszlánt vitt magával egyik skóciai hadjáratára. Feljegyezték, hogy az udvart 1312-ben itáliai kígyóbűvölők, a következő évben pedig 54 meztelen francia táncos szórakoztatta.

### Vallás

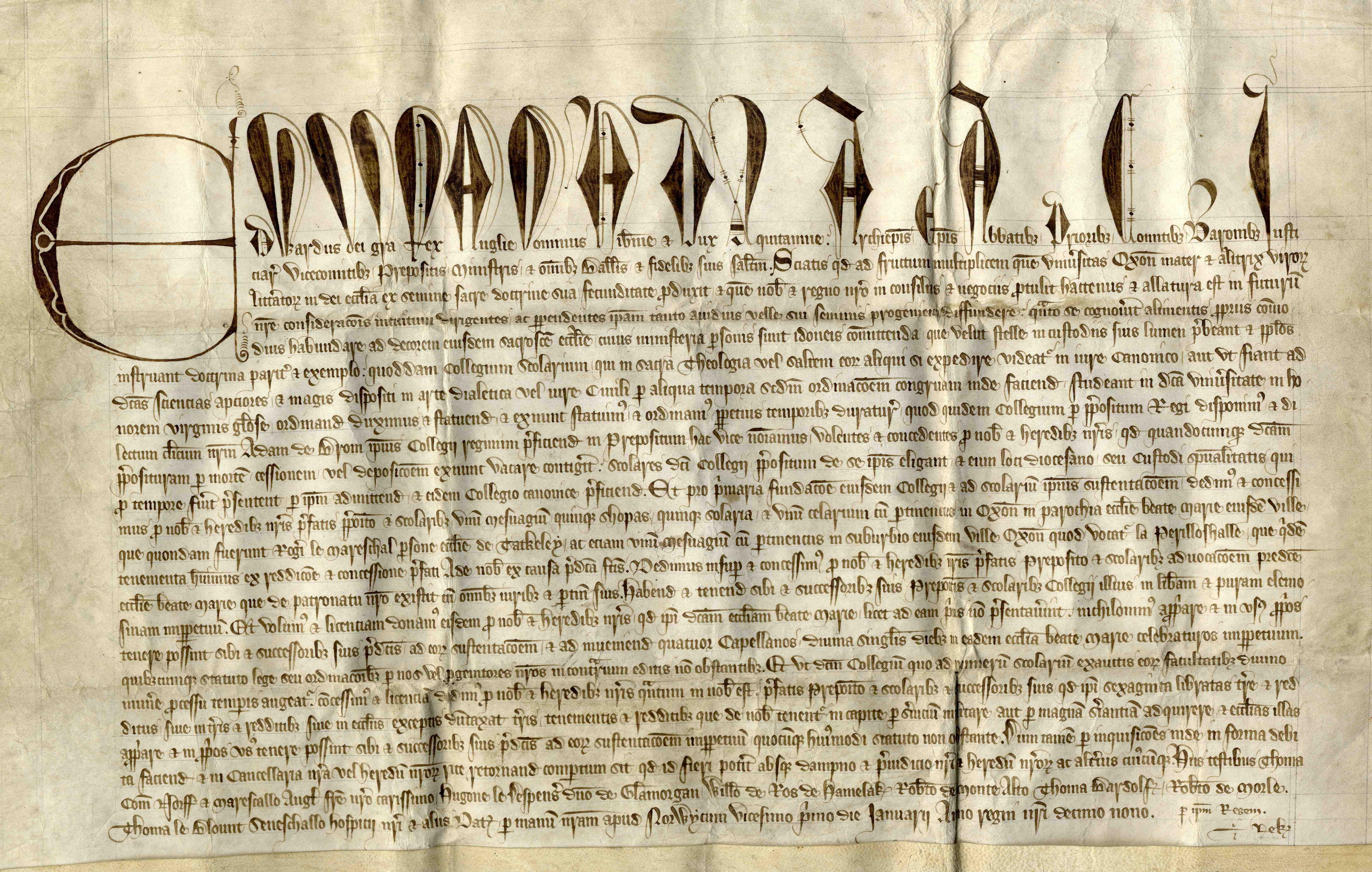
Az oxfordi Oriel College alapítólevele

Eduárd a kor elvárásainak megfelelően gyakorolta a vallását. Udvarában naponta miséztek a kápolnában és adakoztak a szegényeknek, a király pedig megáldotta a betegeket (bár ritkábban mint elődei). Kedvencei azok a domonkosok maradtak, akik részt vettek nevelésében. Az ő tanácsukra 1319-ben kérte a pápa engedélyét, hogy felkenhessék Canterburyi Szt. Tamás szent olajával, ám a kérést megtagadták. Támogatta az egyetemek bővítését, így alapították meg Cambridge-ben a King's Hall-t, Oxfordban az Oriel College-t, Dublin rövid életű egyetemén pedig a Trinity College-t.
Bár a király rendszeresen beavatkozott az angol egyház ügyeibe és megbüntette a vele szembeszálló püspököket, jó kapcsolatokat ápolt V. Kelemen pápával. Kelemen akkor is támogatta, amikor Eduárd pénzügyi támogatást próbált kipréselni az egyházból skóciai hadjáratához és extra adókat rótt ki rá, valamint rátette kezét a keresztes hadjáratokra félretett összegekre.
Az 1316-ban megválasztott XXII. János pápa Eduárd támogatását kereste egy új keresztes háborúhoz és általában hajlamos volt segíteni politikai céljait. 1317-ben a skót hadjárat pápai támogatásáért cserébe Eduárd megígérte, hogy ismét fizetni kezdi az éves összeget, amelyre még Földnélküli János tett ígéretet 1213-ban. Ígéretéről azonban hamar megfeledkezett, és hűséget sem esküdött a pápának, amiről János szintén megállapodott korábban. 1325-ben Eduárd arra kérte a pápát, hogy utasítsa az ír egyházat uralmának támogatására és fenyegessék meg kiközösítéssel azt, aki szembeszállna vele.

## Megítélése

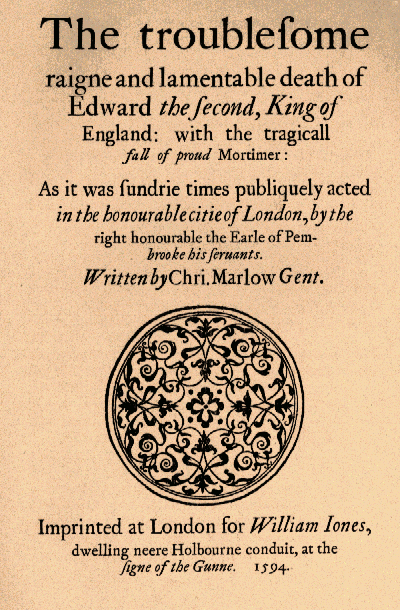
Marlowe II. Eduárdjának 1594-ben kiadott példánya

Eduárd korának egyik krónikását sem tekinthetjük teljes mértékben tárgyilagosnak, krónikáikat többnyire valamilyen politikai cél érdekében írták. Annyi bizonyos, hogy a korabeli szerzők legtöbbje ellenséges vele szemben. A Polychronicon, a Vita Edwardi Secundi, a Vita et Mors Edwardi Secundi vagy a Gesta Edwardi de Carnarvon egyaránt elítéli a király személyiségét, életvitelét, társaságát. A korabeli levelek és egyéb iratok is kritizálják a királyt, még azok is, amelyeket a papok vagy saját udvaroncai írtak. Gúnyverseket írtak háborús kudarcairól és elnyomó kormányzatáról. A 14. század második felében egyes krónikások, mint Geoffrey le Baker vagy Thomas Ringstead jóindulatúbban tekintenek Eduárdra, mártírként, sőt potenciális szentként kezelik.
A 16–17. századi történészek leginkább Eduárd és Gaveston kapcsolatára összpontosítottak, melyet összehasonlították az I. Károly és Buckingham hercege, vagy a francia III. Henrik és Épernon hercege közötti viszonnyal. A 19. században a népszerű történelemkönyvek szerzői (mint pl. Charles Dickens) is boncolgatták II. Eduárd és kegyencei kapcsolatát, és utaltak homoszexualitására is. Az 1870-es évektől kezdve azonban a prűd viktoriánus szellem elterjedésével lehetetlenné vált a király nemi irányultságának nyílt megvitatása, sőt, a 20. század elején a kormányzat azt tanácsolta a történelemtanároknak, hogy hagyják ki a tananyagból Eduárd személyes kapcsolatait.
Számos irodalmi mű született II. Eduárdról, amelyek nagyban befolyásolták alakját a közvélemény szemében. Christopher Marlowe II. Eduárd című színdarabját először 1592 körül adták elő, a mű elsősorban a király és Gaveston kapcsolatára koncentrál, és párhuzamot von a 16. századi uralkodók és kegyenceik viszonyával. A 17. században Benjamin Jonson választott hasonló témát befejezetlenül maradt Mortimer His Fall című darabjához.
Derek Jarman filmrendező 1991-ben elkészítette a Marlowe-darab átiratát, amelyben a király erős, nyíltan homoszexuális szereplő, akit ellenségei végül legyőznek és bebörtönöznek, de az alternatív elméletnek megfelelően megszökik a fogságból. A mai közvélemény szemében Eduárd alakját igen erősen befolyásolta Mel Gibson 1995-ös A rettenthetetlenje, ahol gyenge jellemű, feltehetően homoszexuális emberként van ábrázolva, aki selyemruhát hord, festi az arcát és a harcban alulmarad a skótokkal szemben.

## Családja

II. Eduárd címere

II. Eduárd Franciaországi Izabellát vette feleségül, akitől négy gyermeke született:
1. Eduárd (1312. november 13. – 1377. június 21.) Anglia királya, Hainault-i Filippát vette feleségül
2. János (1316. augusztus 15. – 1336. szeptember 13.) Cornwall grófja, nem házasodott meg
3. Eleonóra (1318. június 18. – 1355. április 22.) feleségül ment II. Reginald gerlei grófhoz
4. Johanna (1321. július 5. – 1362. szeptember 7.) feleségül ment II. Dávid skót királyhoz

Eduárdnak született egy törvénytelen fia is, Adam FitzRoy (kb. 1307–1322), aki elkísérte őt az 1322-es skót hadjáratán és – feltehetően valamilyen betegség következtében – meghalt.

## Fordítás
Ez a szócikk részben vagy egészben  az   Edward II of England című angol Wikipédia-szócikk ezen változatának fordításán alapul.  Az eredeti cikk szerkesztőit annak laptörténete sorolja fel. Ez a jelzés csupán a megfogalmazás eredetét és a szerzői jogokat jelzi, nem szolgál a cikkben szereplő információk forrásmegjelöléseként.